# Botte (agriculture)
Pour les articles homonymes, voir Botte et Balle.

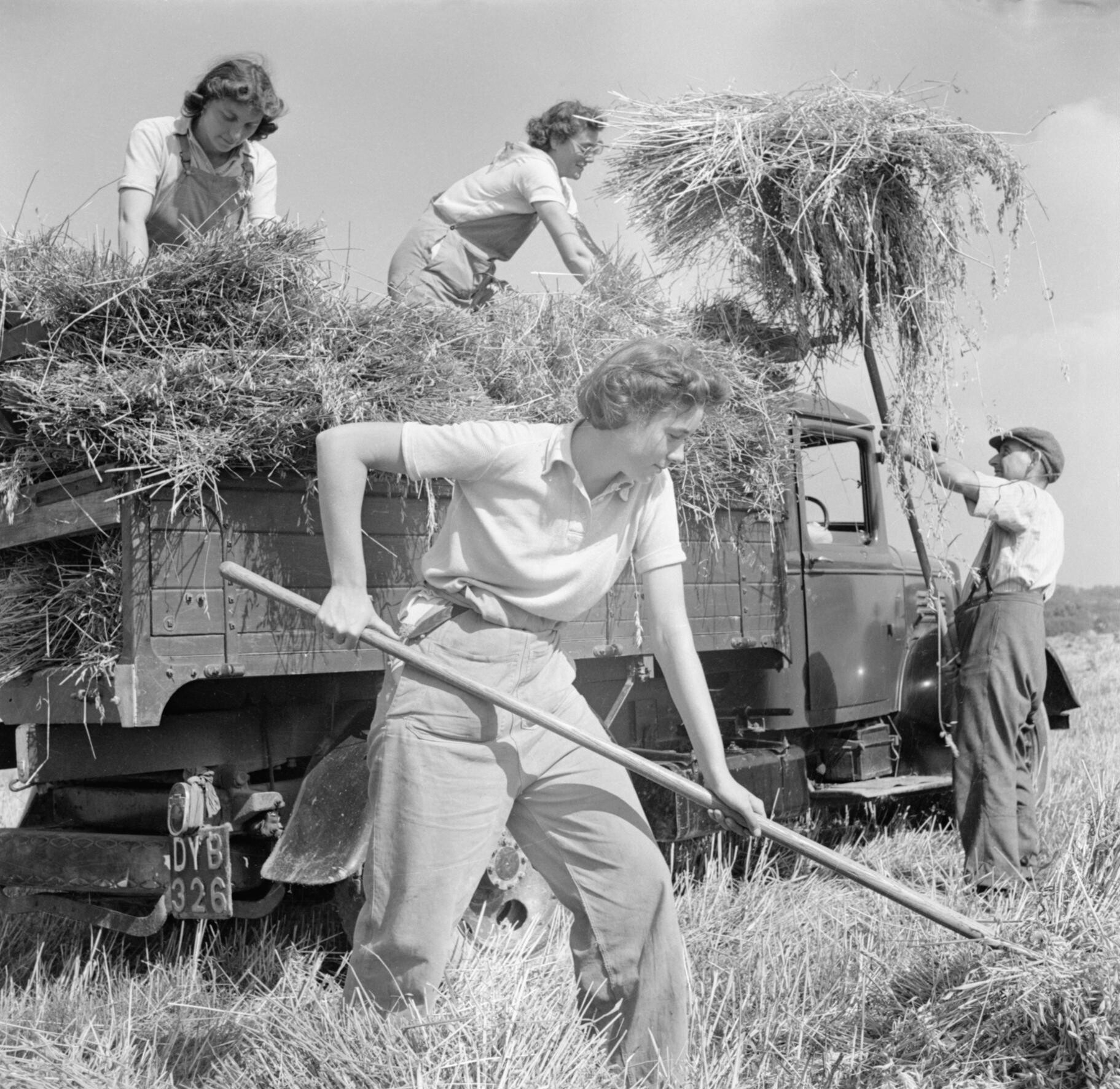
Moisson à Mount Barton, des jeunes femmes de la Women's Land Army (Land Girls) aident un fermier à transporter des gerbes d'avoine, Devon, Angleterre, 1942

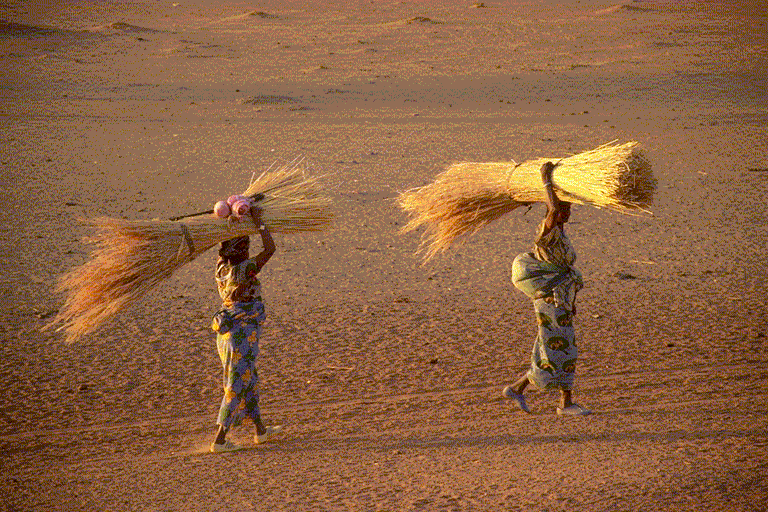
Femmes burkinabés portant des bottes.

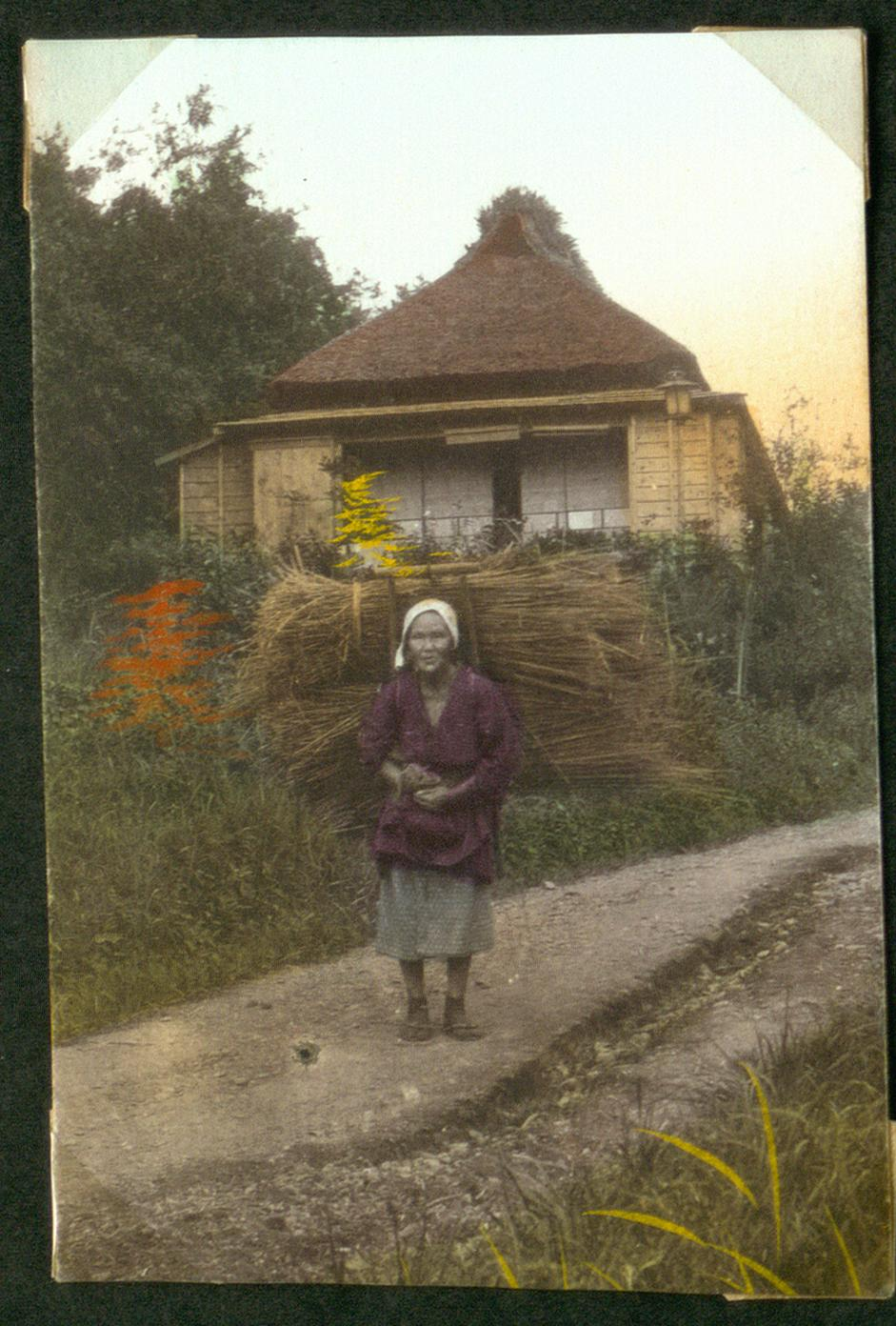
Femme avec des bottes (probablement de roseau) sur le dos, Japon ; colorisé. Collection Holger Rosenberg, Musée national du Danemark.

Une botte est un assemblage de produits de l'agriculture réunis au moyen d'un ou plusieurs liens. Toute plante ou élément d'une plante est susceptible d'être réuni en une botte tels la paille, le foin, les oignons, asperges, etc. C'est un type de conditionnement utilisé pour la récolte, la manutention et la vente, notamment en ce qui concerne les plantes aromatiques fraîches, les carottes, oignons, etc. La gerbe est un type de bottes particulier. La botte constitue une unité de mesure ancienne pour certains matériaux.
Balle et ballot peuvent désigner le même type de conditionnement dans le domaine de l'agriculture actuelle. Dans ce contexte un ballotin est une petite botte. 

## Terminologie
Une botte désigne un assemblage de végétaux de même nature serrés et liés ensemble (Larousse, Littré). Ce sens principal a parfois été étendu à d'autres matériaux non agricoles.
Pour du menu bois, on utilise plutôt le terme de « fagot » et pour des branchages, de fascines.
Le mot « botte » vient peut-être du latin botulus (boudin, Gaffiot) qui désignait un assemblage de choses diverses.
Une balle était généralement empaquetée sur plusieurs côtés avant d'être liée ; un ballot était une petite balle (Dictionnaire encyclopédique Quillet, 1946). La balle peut être cylindrique (round ball ou rouleau) ou parallélépipédique. 
En agriculture on employait donc le mot « botte » pour les produits rangés et liés mais non empaquetés et « balle »  pour des produits empaquetés ou semi-empaquetés cependant aujourd'hui l'emploi de « balle » est revenu en force dans le domaine du foin et de la paille, peut-être par contamination par l'anglais bale qui est aussi parfois employé en français dans la littérature technique.

### Gerbe, javelle et botte
On parle de gerbe de fleurs, de blé, de céréales, de roseaux, etc. mais de botte de paille, de foin, ou d'oignons. La javelle est une gerbe sans le lien et n'est donc pas une botte.
Le terme « gerbe » suggère que l'on s'intéresse à la partie non liée des objets (par exemple : l'épi et non le chaume, la fleur et non sa tige). Les gerbes de céréales portent encore le grain. On bat les gerbes pour séparer le grain de la paille dont on peut faire des bottes (mais non plus des gerbes).

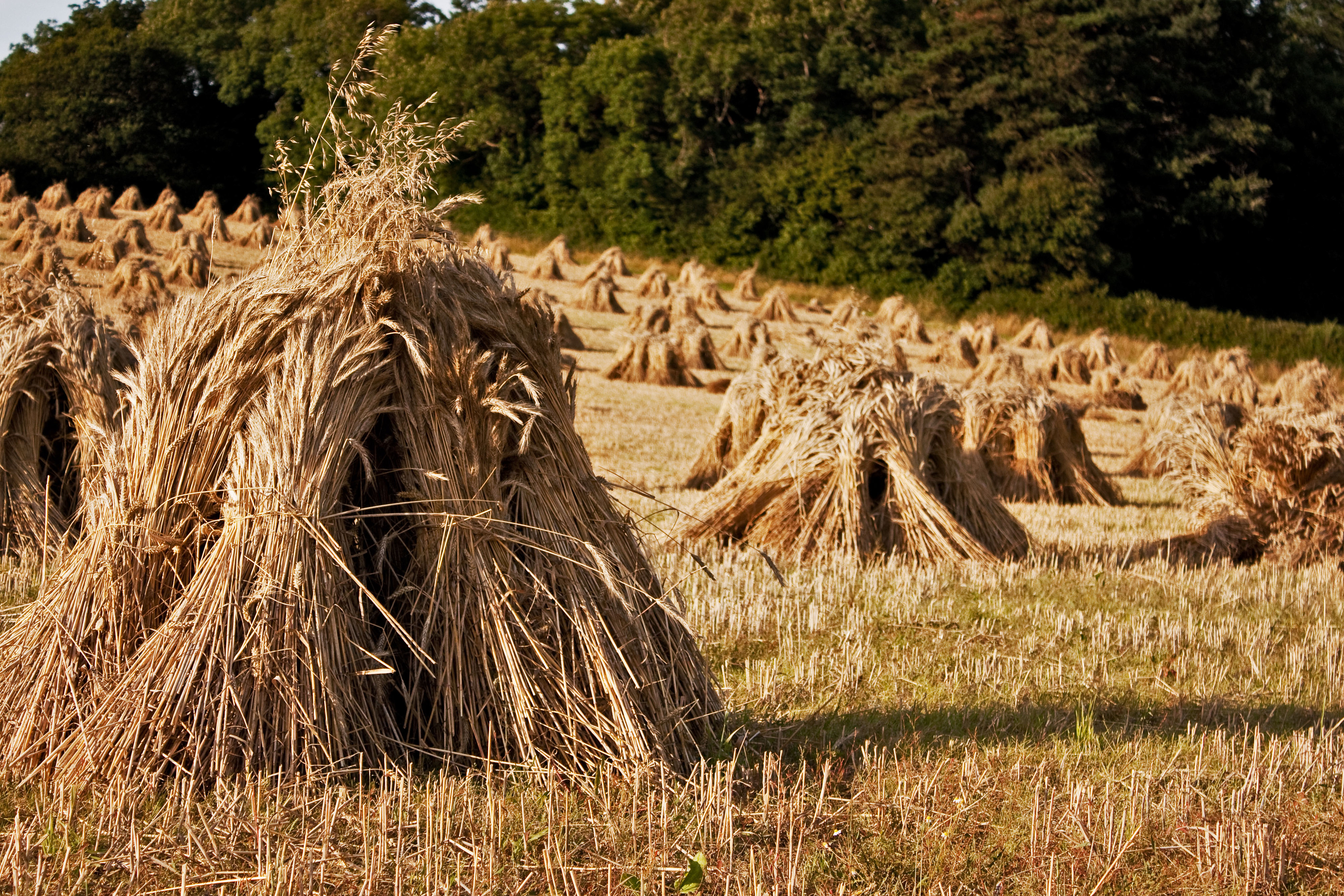
Gerbes d'orge en meulons, West Somerset
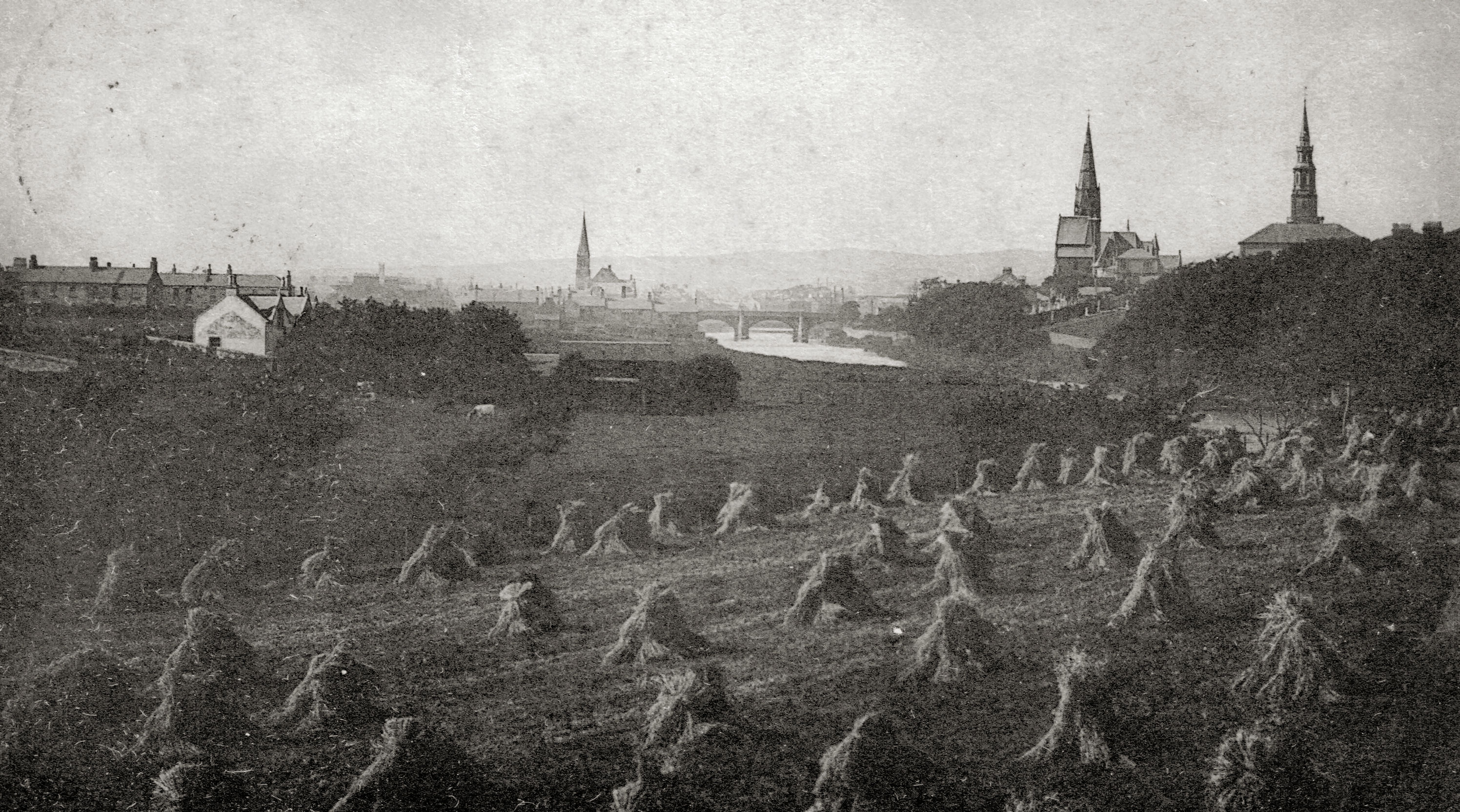
Meulons de gerbes de blé, Irvine, 1903
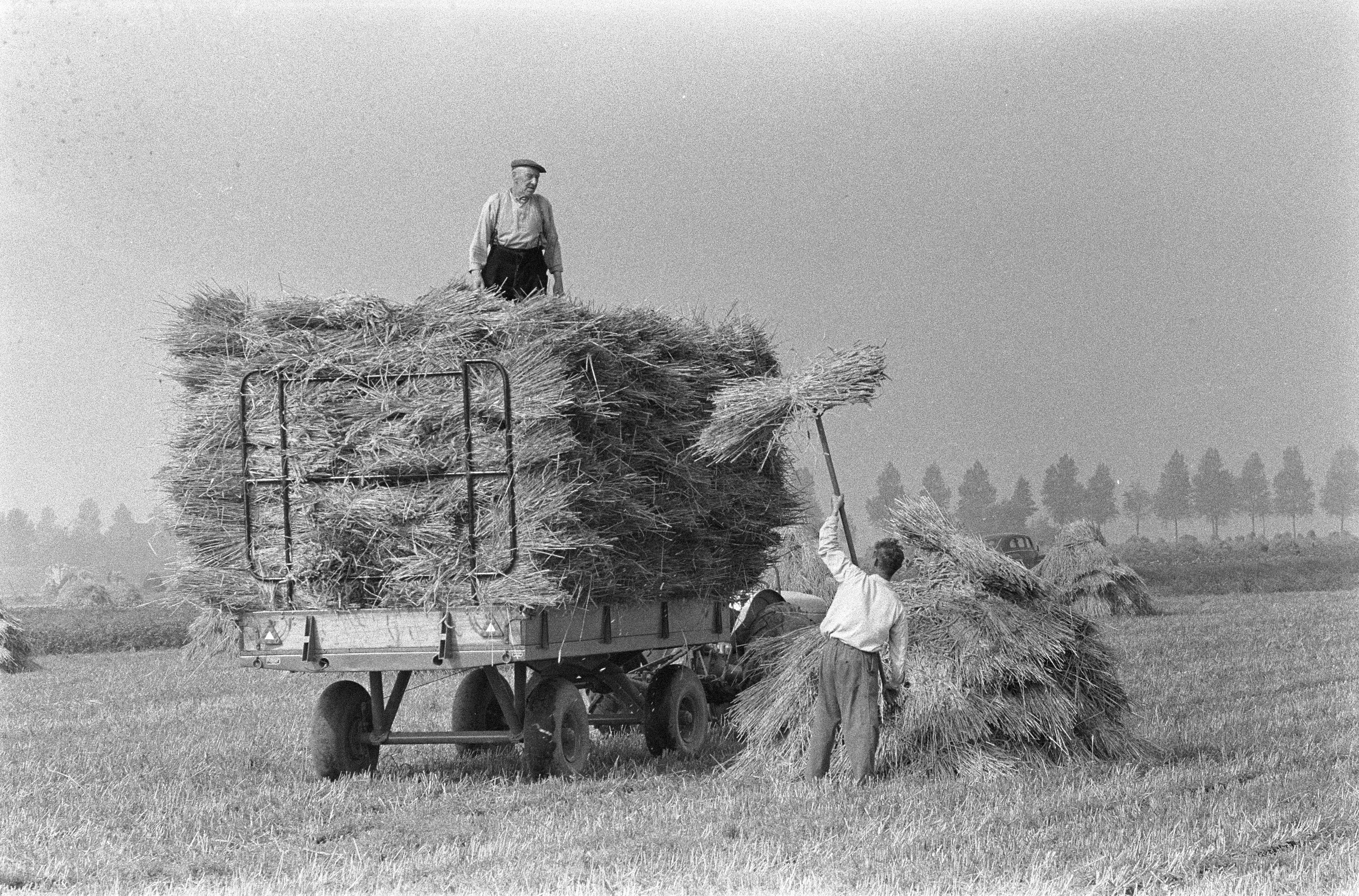
On rentre les gerbes à Haarlemmermeer, 13 septembre 1960, Anefo (Archives nationales des Pays-Bas)
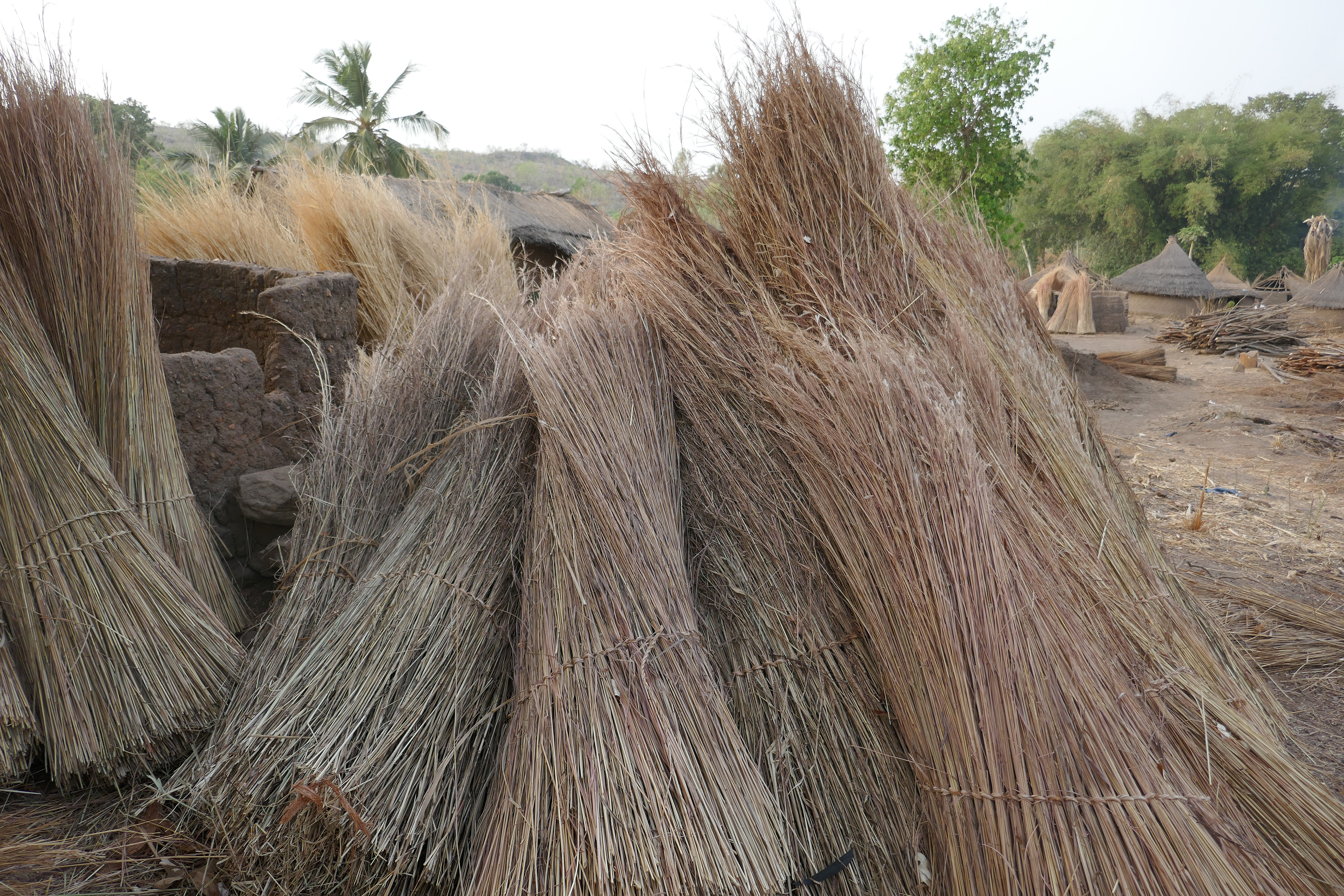
Bottes de paille (mil?) à Tanéka-Béri. Les épis ont été battus ou coupés auparavant. Bénin, 2017
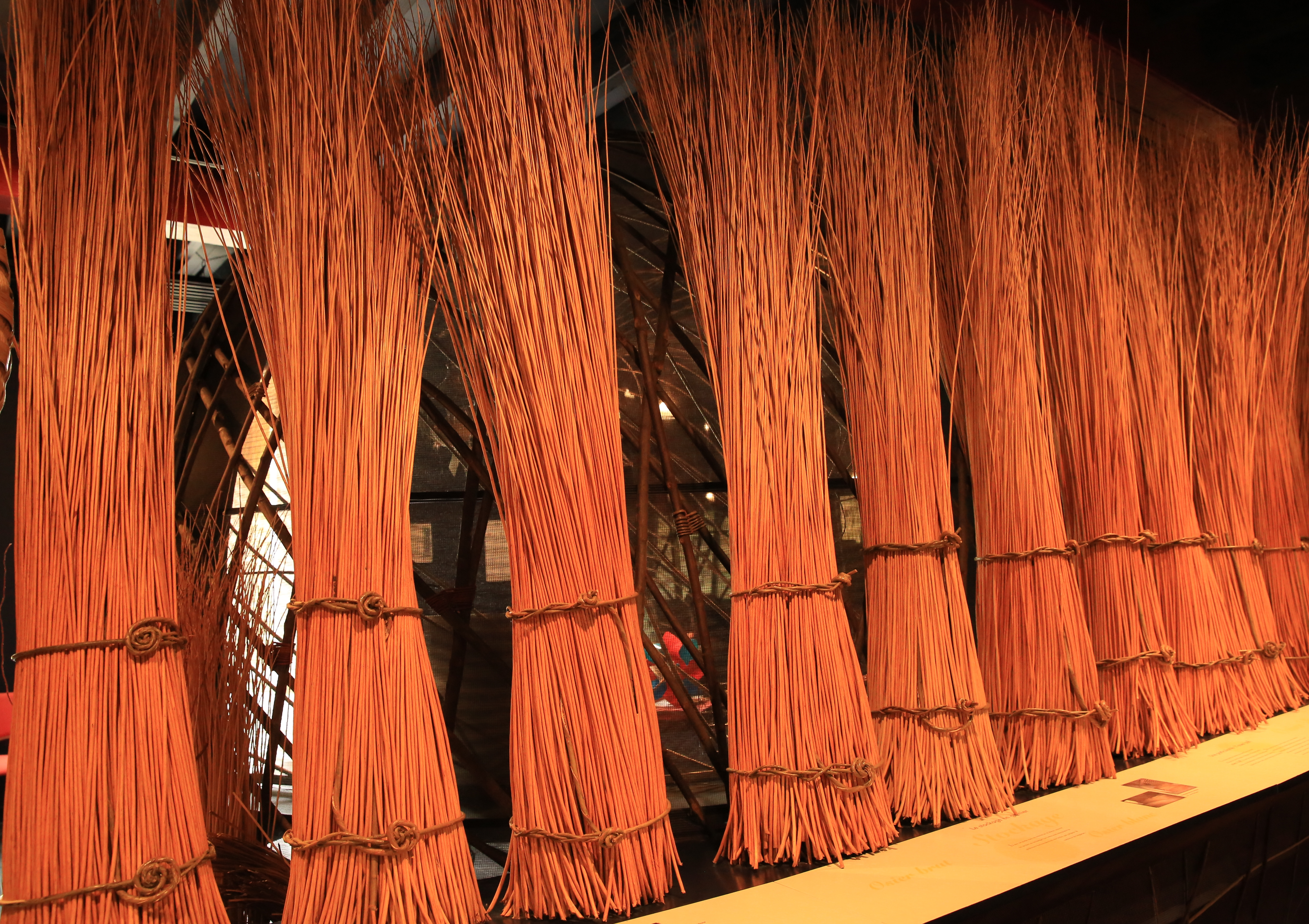
Bottes d'osier, Villaines-les rochers, Indre-et-Loire, France
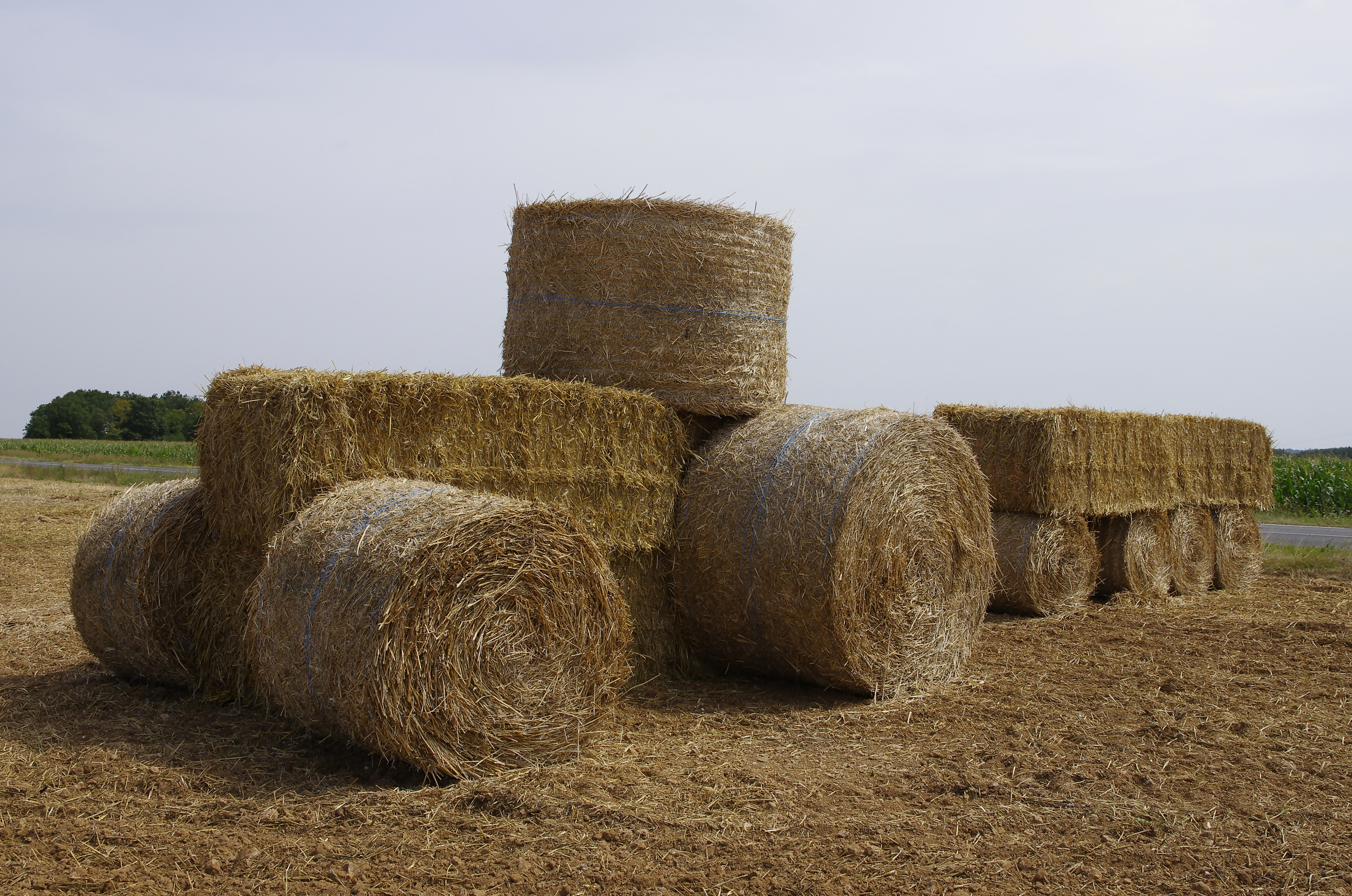
Bottes ou ballots de paille modernes « rondes » et « rectangulaires »
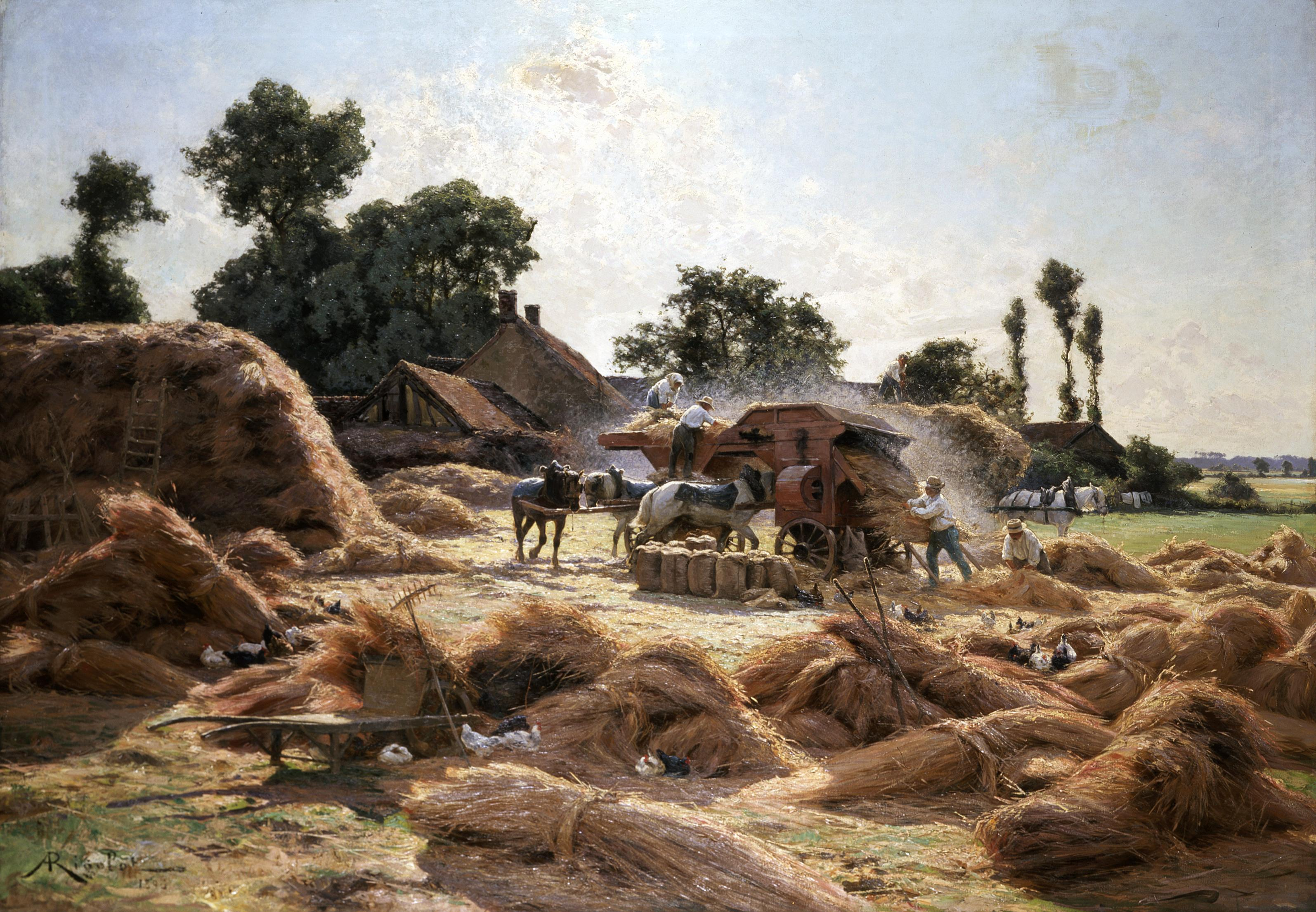
Confection de bottes de paille en sortie d'une batteuse. Elles sont liées à la main avec des brins de paille et entreposées sommairement au premier plan. La batteuse est alimentée en gerbes à partir d'une charrette à l'arrière-plan. La batteuse, Loiret par Albert Rigolot, 1893.

## Vente à la botte
La vente à la botte était très courante autrefois. Les normes étaient rares. Dans quelques cantons toutefois, la taille des bottes pouvait être fixée par des règlements de police. À Paris par exemple, en 1814, la botte de paille doit peser dix livres, celle de foin dix livres, etc.
En général la taille des bottes diminue à mesure que la denrée devient rare.
La disposition en botte peut favoriser la fraude. Par exemple, on peut trouver des asperges très petites au milieu d'une botte alors que celles du tour sont fort belles.
La qualité était évidemment variable : « En agriculture, un cheval de manège doit avoir pour son ordinaire, une botte de foin de Seine, c'est-à-dire du foin qui croit au long de la rivière  de la Seine, car une botte de ce foin nourrit deux fois mieux que les bottes du foin qui est élevé loin des rivages de la Seine. »
La botte était l'unité de mesure de certains matériaux. On la retrouve en treillage où la botte est la réunion d'un certain nombre d'échalas, en charpenterie où elle est la réunion de lattes pour la pose des tuiles ou des ardoises ou en serrurerie où elle est la réunion de produits longs en fers.

## Maraichage

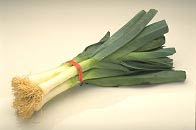
Botte de poireaux
Botte d'asperges
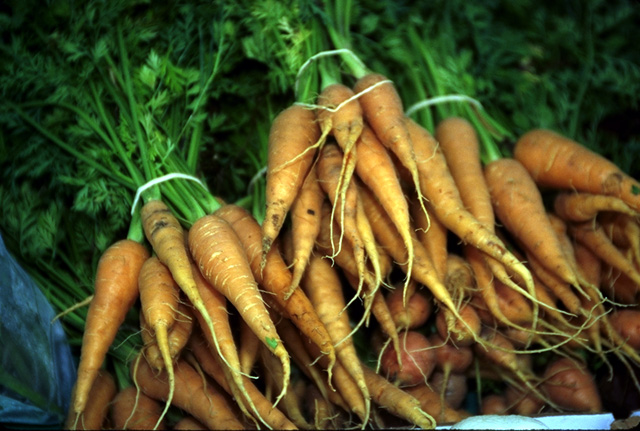
Botte de carottes
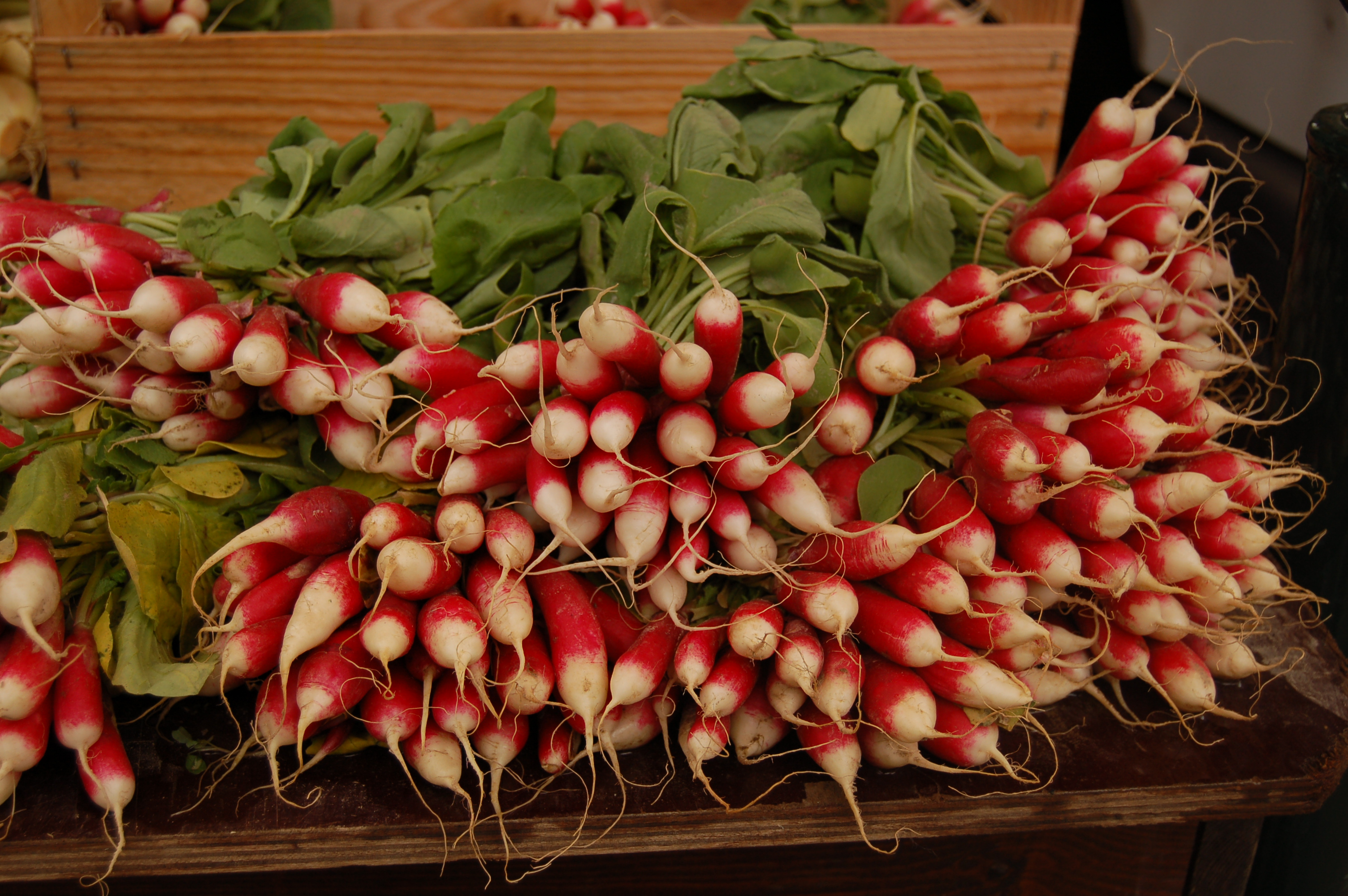
Botte de radis
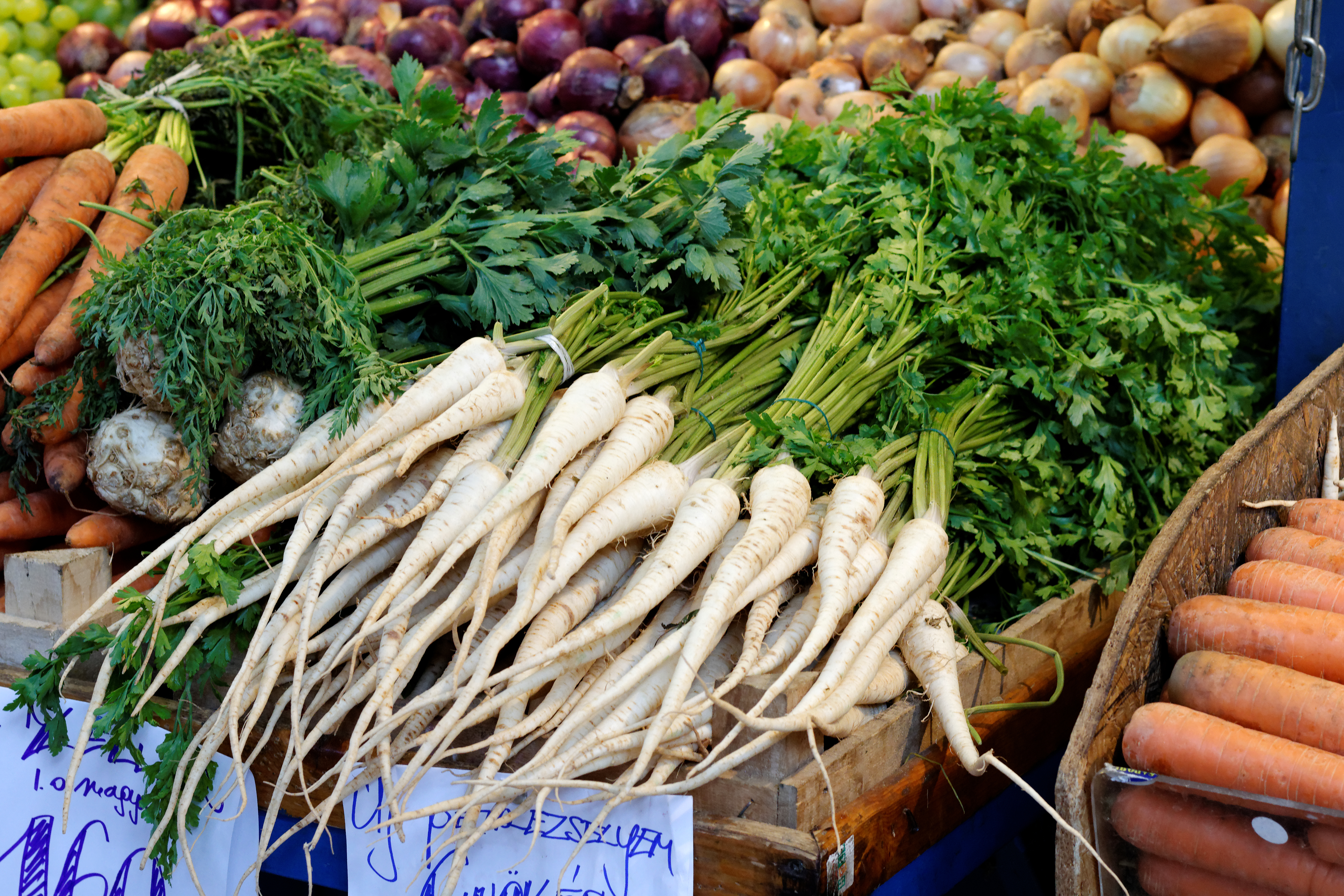
Botte de persil (Petroselinum crispum var. tuberosum)[2].

## De la botte à la balle

### Ancien métier
Selon le Nouveau cours complet d'agriculture théorique et pratique de 1814 :

« Le botteleur est l'homme qui met en botte le foin et la paille dans les grandes exploitations rurales. Il semble que rien n'est plus facile que de réunir une certaine quantité de ces denrées et de les lier avec une branche de bois appelée hart ou avec une corde de paille mais cependant peu de personnes peuvent le faire convenablement ; au moins d'abord. Dans cette opération comme dans toutes les autres la pratique est nécessaire pour remplir bien et vite toutes les données convenables. 
Il faut qu'un botteleur sache prendre juste la quantité de foin ou de paille nécessaire pour composer une botte afin qu'elles soient toutes égales, qu'il dispose ses parties de manière qu'il n'y en ait pas plus d'un côté que de l'autre qu'il la lie de manière à ne pas craindre qu'elle se défasse en route qu'il en passe, c'est-à-dire en unisse la surface, etc. On voit au premier aspect d'une voiture de foin si les bottes qu'elle contient ont été faites par un botteleur habile. 
Il y a un avantage dans la vente pour le foin le mieux bottelé aussi un agriculteur soigneux doit il veiller à cet objet aussi dans les environs de Paris les fermiers ont ils toujours un botteleur en titre. »

Et selon Mémoires de la Société d'Agriculture, Sciences et Arts du Département de l'Aube de 1823 :

« Le botteleur était obligé de livrer lui-même les bottes pour chaque affourée et comme il n'en avait jamais plus de 200 ou 300 d'avance on n'aurait pu lui en prendre deux bottes sans qu'il s'en aperçût. Les bergers de leur côté contrôlaient le botteleur dont ils avaient soin de se plaindre à moi quand les bottes n'avaient pas le poids de dix livres. En un mot je crois que sans bottelage il est impossible qu'il n'y ait pas un grand désordre dans un établissement rural un peu considérable. »

### Mécanisation

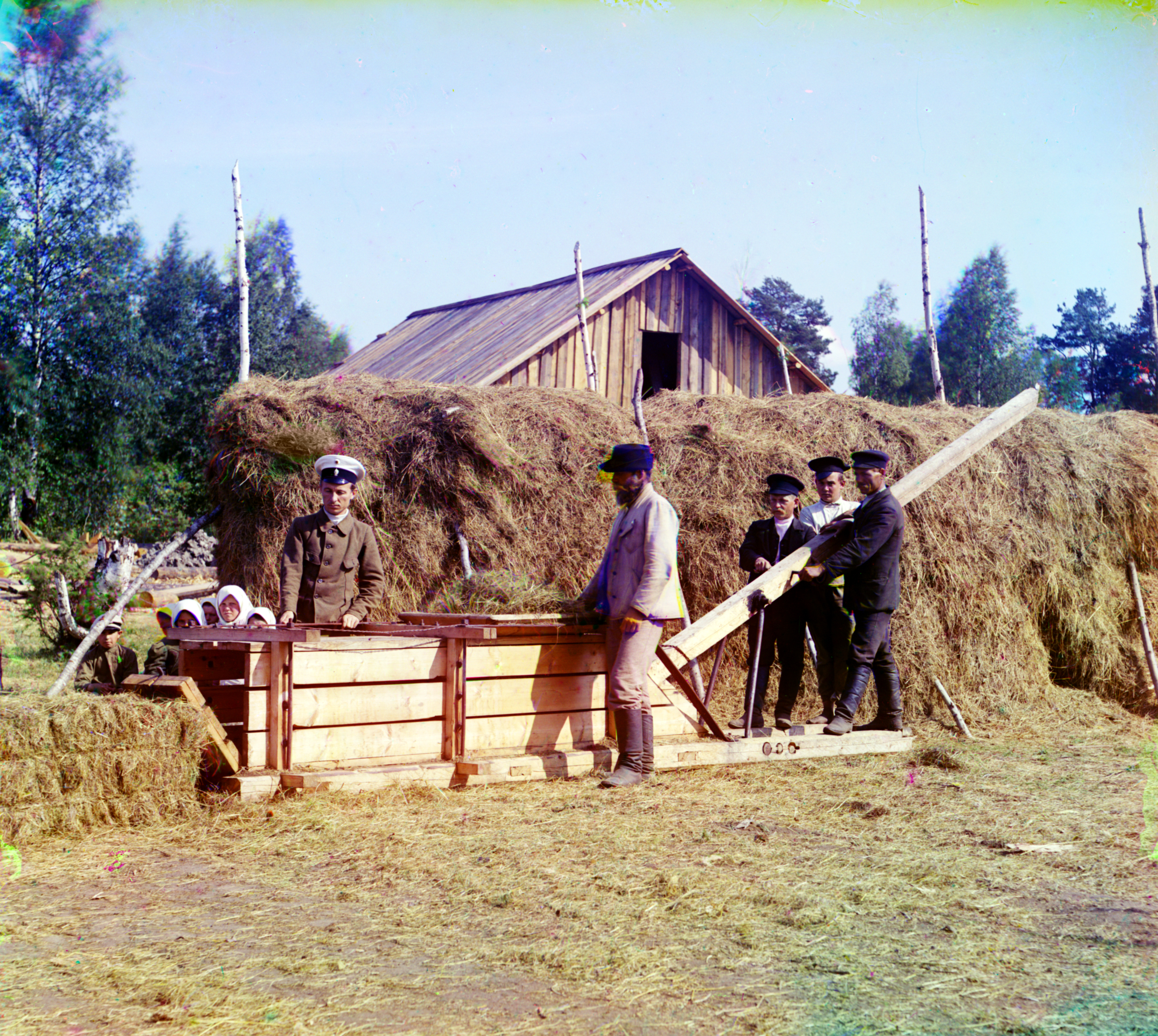
Sergueï Prokoudine-Gorski. Presse à bottes manuelle vers 1915, Russie.

À partir du XIXe siècle la mécanisation et à partir du milieu du XXe siècle, la motorisation allègent considérablement le travail manuel et modifient les habitudes agricoles.
Vers 1860 les faucheuses-javeleuses produisent des javelles (faisceaux non liés) que l'on lie à la main au moyen d'un toron de paille de seigle pour faire des gerbes.
Ensuite, les moissonneuses-lieuses, d'abord tirées par des chevaux, fauchent les céréales et les mettent en gerbes liées automatiquement par un noueur mécanique. Le gain de temps est remarquable.
Lors des battages, la batteuse étant à poste fixe, elle est éventuellement complétée par une presse à poste fixe, d'abord manuelle puis entrainée par la batteuse. Après l'invention de la moissonneuse-batteuse, on fixe parfois des presses à pistons oscillants sur l'arrière de la moissonneuse. Cette solution sera abandonnée avec  les presses à moyenne densité trop lourdes et susceptibles de ralentir les  moissonneuses. La moissonneuse dépose alors l'andain au sol. 
Pour le foin ou la paille, les machines destinées à faire des bottes au champ sont les ramasseuses-presses. Les enrubanneuses emballent les grosses bottes de foin préalablement ficelées dans du plastique.
La mise en bottes de la paille est souvent présentée lors des populaires fêtes des moissons consacrées aux battages traditionnels.

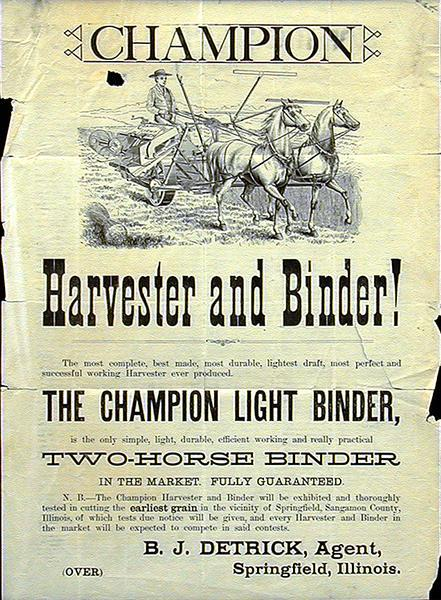
Moissonneuse-lieuse tirée par des chevaux, 1882
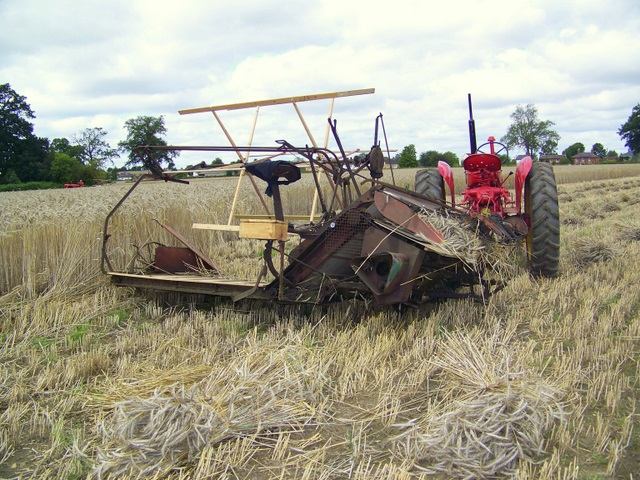
Moissonneuse-lieuse, Bottlesford, Wiltshire
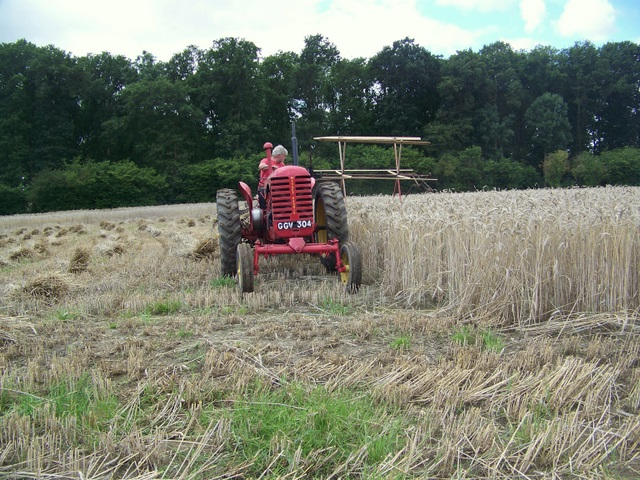
Moissonneuse-lieuse, Bottlesford, Wiltshire
- Moissonneuse-lieuse en action,  moisson et liage manuels avec un toron de blé, bottelage manuel après battage.
- Mise en ballots à Saint Antonin Noble Val, presse manuelle, Fête des battages 2013
- Mise en ballots à Saint Antonin Noble Val,presse entrainée par la batteuse, Fête des battages 2013
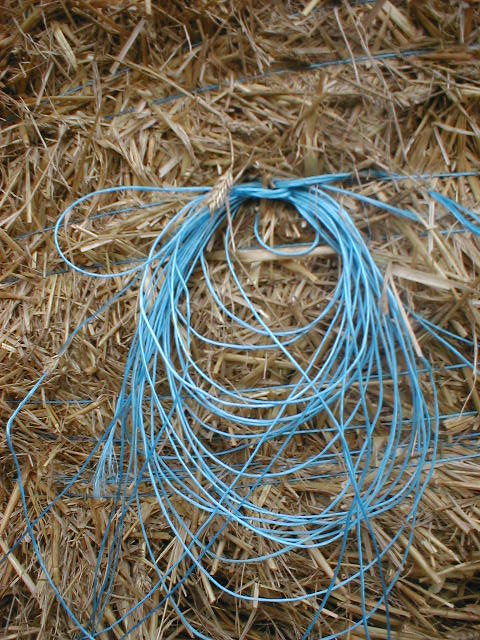
Ficelle agricole

### Diversité des balles
Pour la densité et le liage des bottes voir Foin#Confection et liage des bottes
La balle est le conditionnement historique du coton, ou du chanvre.
Les ramasseuses-presses, appelée aussi botteleuses permettant de réaliser des ballots dimensionnés furent de plusieurs types. La ramasseuse-presse à piston oscillant, basse densité a été en vogue dans les années 1950, 1960. Elle produisait une petite balle rectangulaire assez lâche dont la densité faible permettait de réaliser encore un séchage a posteriori, en dressant simplement les balles les unes contre les autres dans le champ (meulons). La récolte pouvait donc se faire sur du fourrage légèrement humide. La régularité des bottes dépend de la régularité des andains. Les ramasseuses-presses moyenne densité à piston horizontal fournissaient des bottes plus régulières que les ramasseuses-presses basse densité.
La ramasseuse-presse enrouleuse, produite à partir de 1970, produit des balles cylindriques de moyenne à haute densité. Les ramasseuses-presses pour grosses balles parallélépipédiques apparaissent à partir des années 1980 et produisent des balles à haute densité.
Les petites bottes étaient chargées souvent à la fourche sur les charrettes. Pour les grosses balles, le chargement est réalisé à l'aide de machines sur des remorques-plateaux ou des camions.

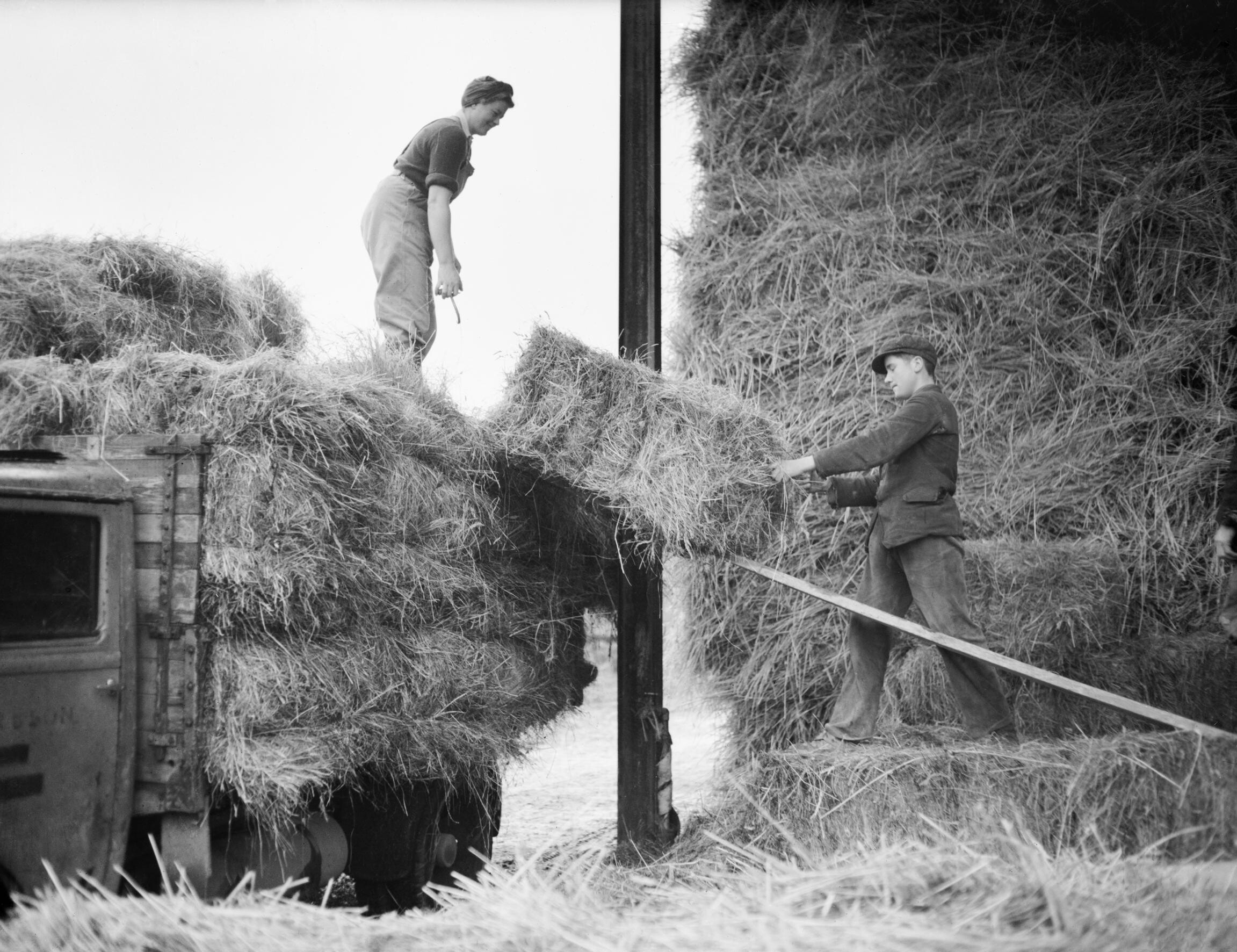
Entreposage des ballots dans le fenil. Sussex de l'Ouest, Angleterre, 1944.
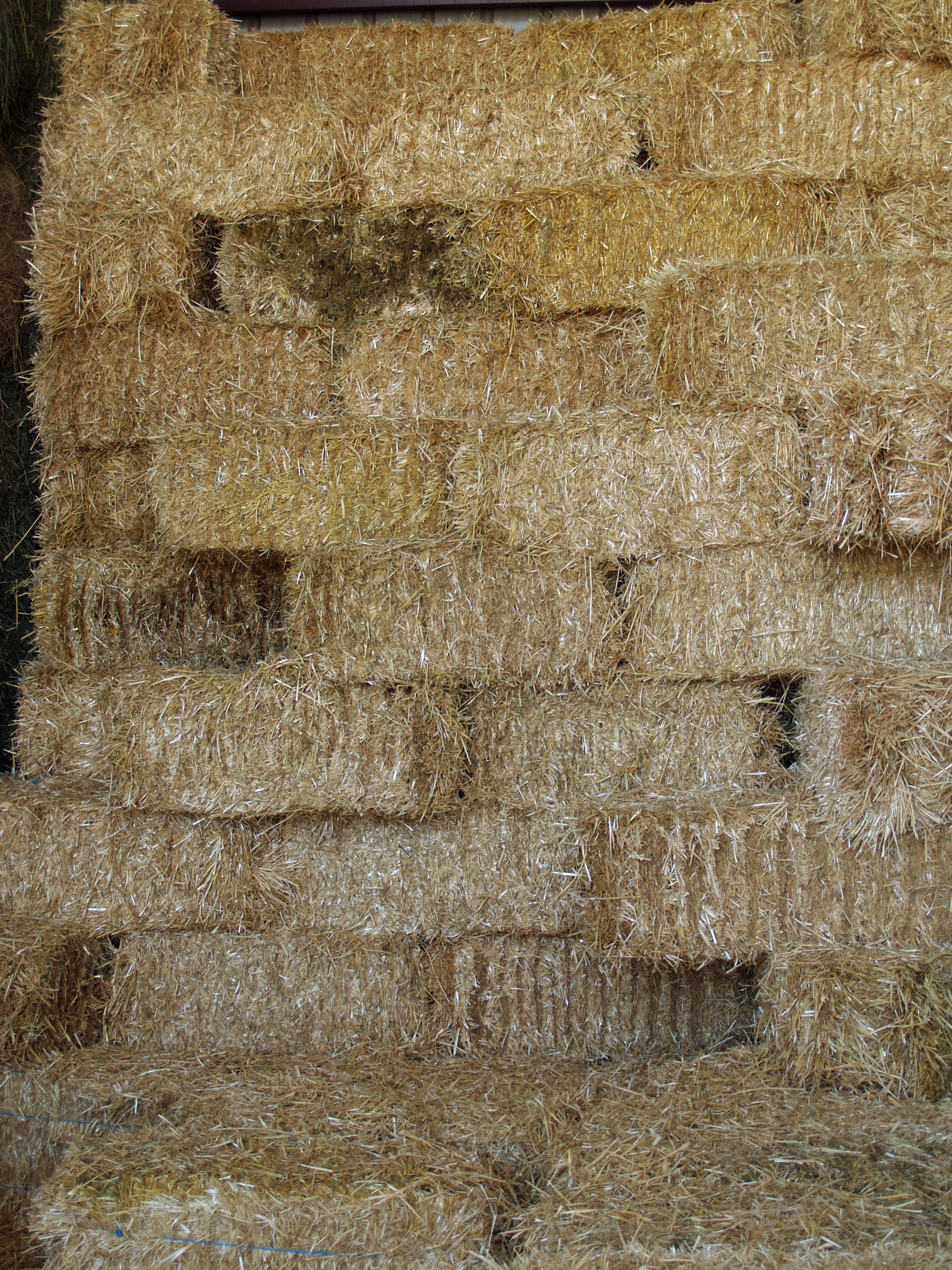
Ballots de paille rectangulaires.
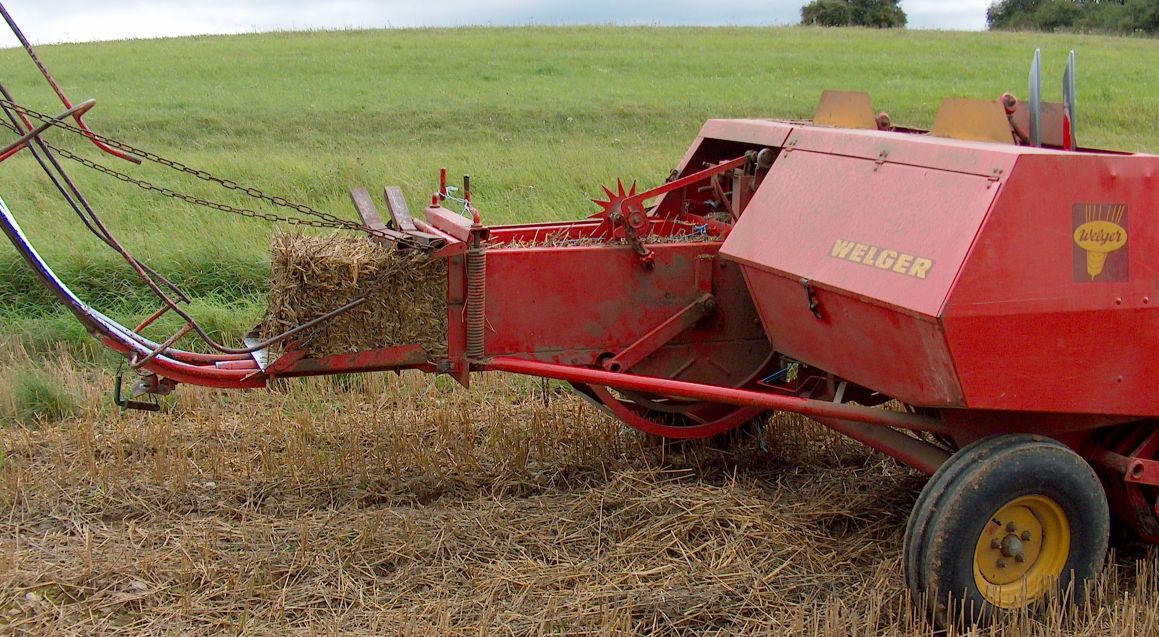
Ramasseuse-presse à piston horizontal, vue sur les noueurs et les systèmes de réglage de la longueur et de la densité des bottes.
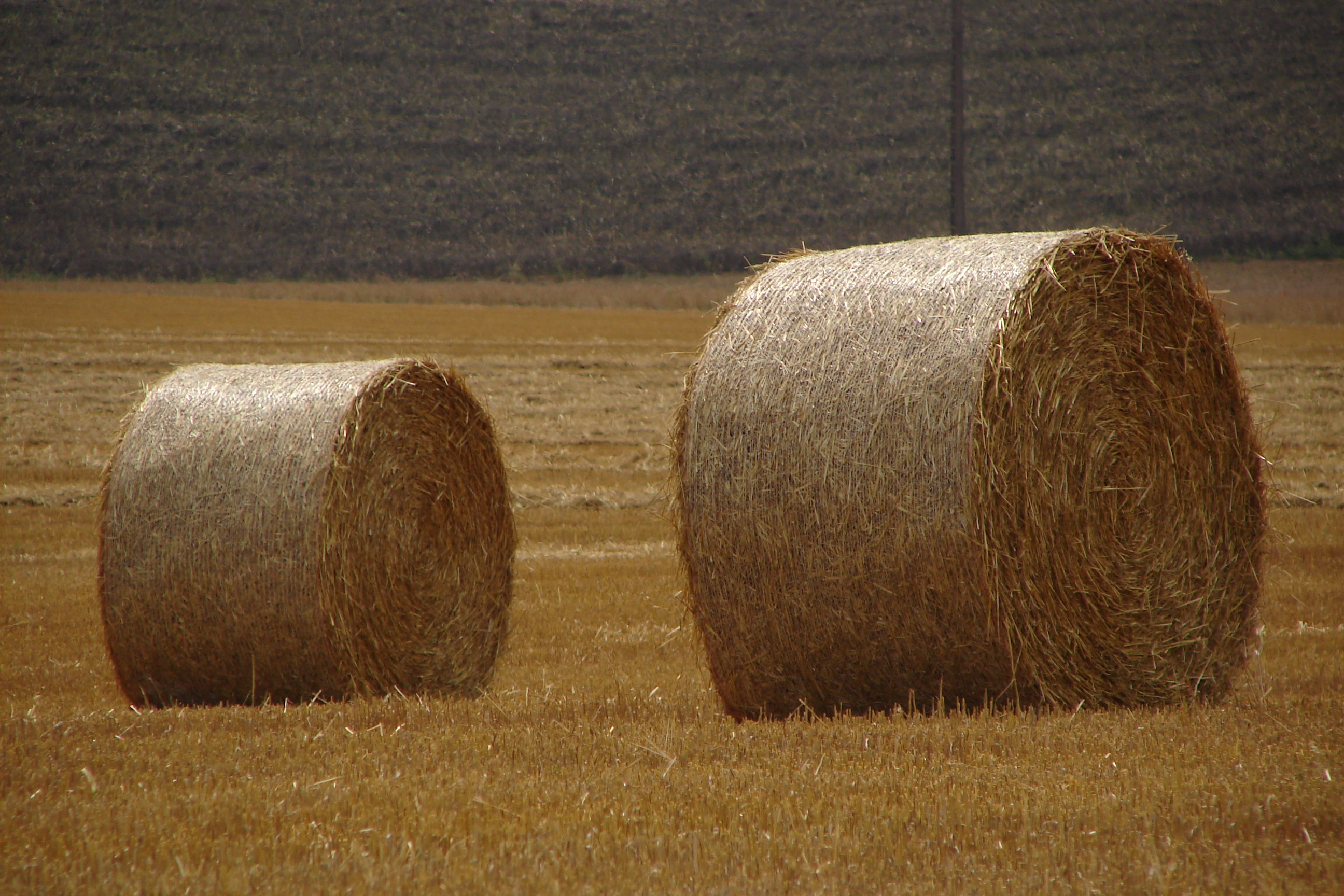
Balles de paille cylindriques, France.
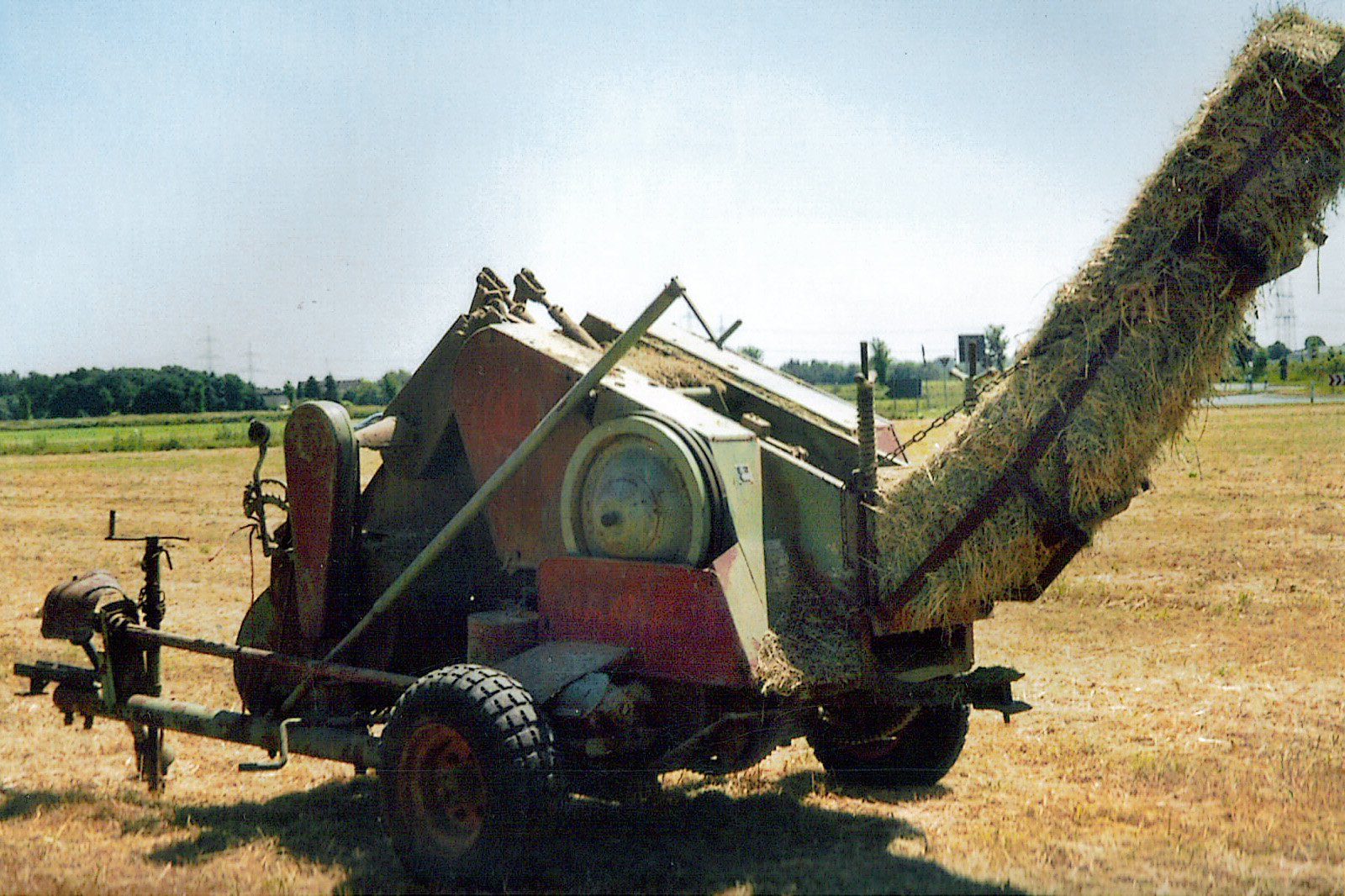
Ramasseuse-presse à piston oscillant (basse densité) avec rampe de chargement.
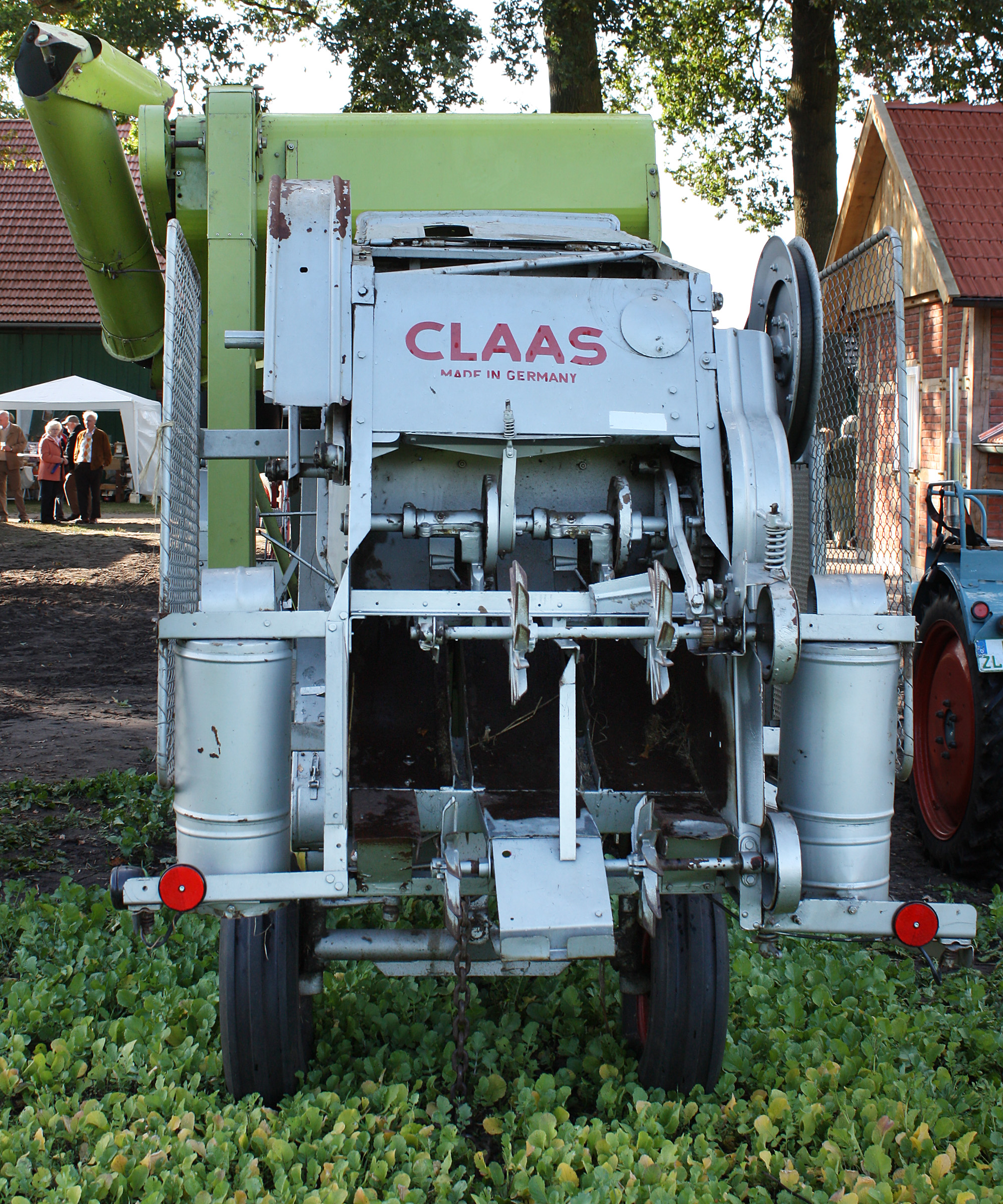
Presse à piston oscillant fixée à l'arrière d'une moissonneuse-batteuse ancienne.
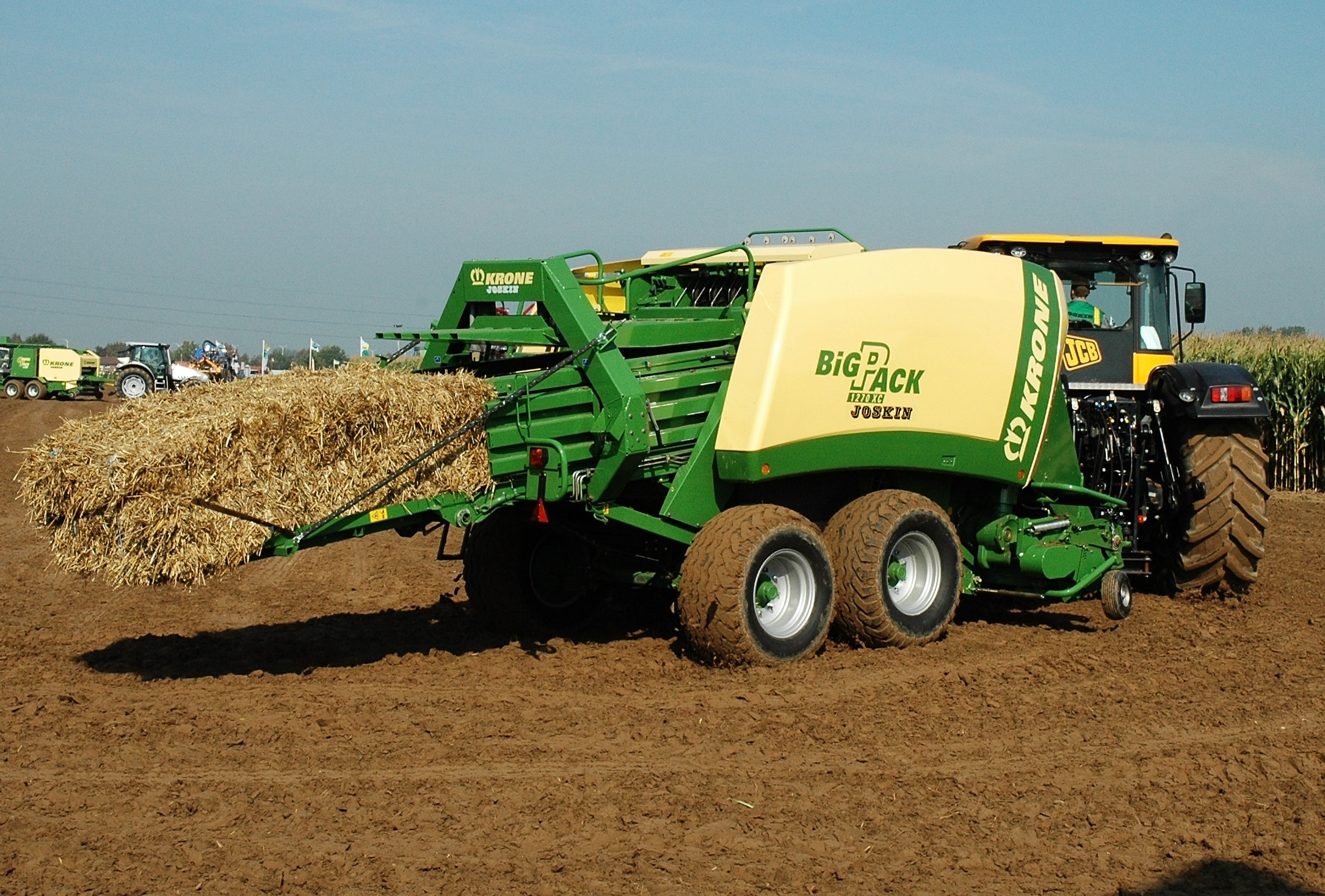
Fabrication de grosses balles.

Les balles diffèrent par leur forme (parallélépipédique ou cylindrique). Une balle est également appréciée sur la qualité de ses contours, ou sur la manière dont est ordonnée la paille.  La densité est le rapport entre le poids et le volume du fourrage après son passage et sa compression dans la machine (en kilos par mètre cube). La densité peut diminuer après pressage car les balles continuent souvent à sécher.  Le volume occupé pour le stockage dépend de la densité et de la forme des balles (cylindriques ou parallélépipédiques).
La densité s'échelonne de 50 kg/m3 pour les balles à basse densité à 250 kg/m3 pour les balles à haute densité. Pour comparaison, le foin en vrac pèse de 40 à 50 kg/m3.

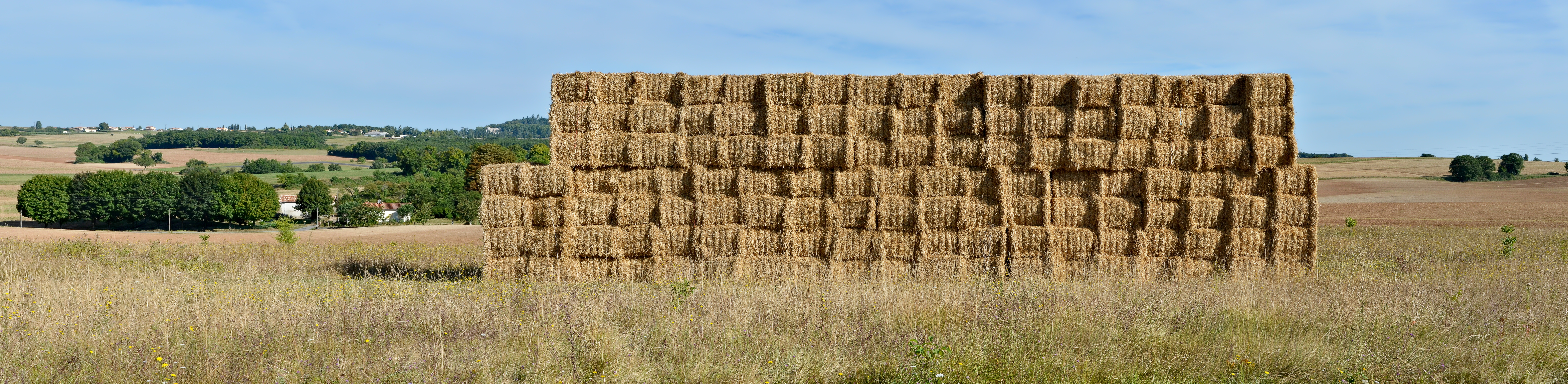
Balles de paille parallélépipédiques, regroupées avant transport, en Charente

La balle ou ballot est soit :
- parallélépipédique, pesant 7 à 10 kg pour les balles de foins petite taille et basse densité[9] ;
- parallélépipédique, pesant 15 à 30 kg pour les balles de foins petite taille et moyenne densité (10 à 20 pour la paille). La densité est de 100 à 160 kg/m3[9] ;
- parallélépipédique, pesant 30 à 50 kg ;
- parallélépipédique, pesant  500 kg et plus ;
- cylindrique (round ball ou rouleau) et peut peser 300 kg et plus.

Pour continuer à sécher ou éviter qu'elles ne reprennent de l'humidité avant d'être rentrées, les bottes sont disposées en meulons (monts, sitiaux, dizeaux…).
Les bottes peuvent être stockées définitivement à l'extérieur en meules ou à l'abri en fenil.

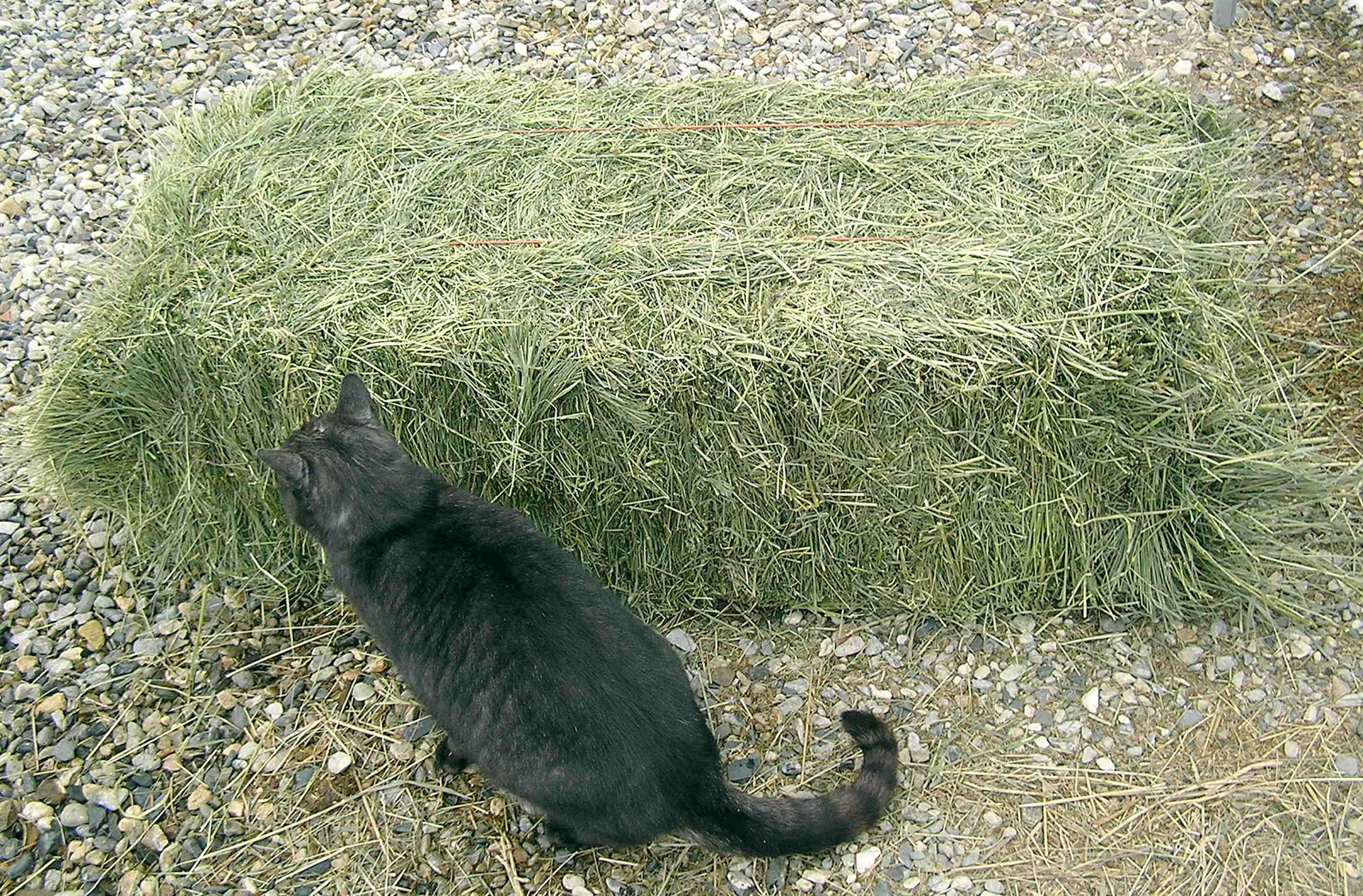
Botte de foin fraîchement coupé
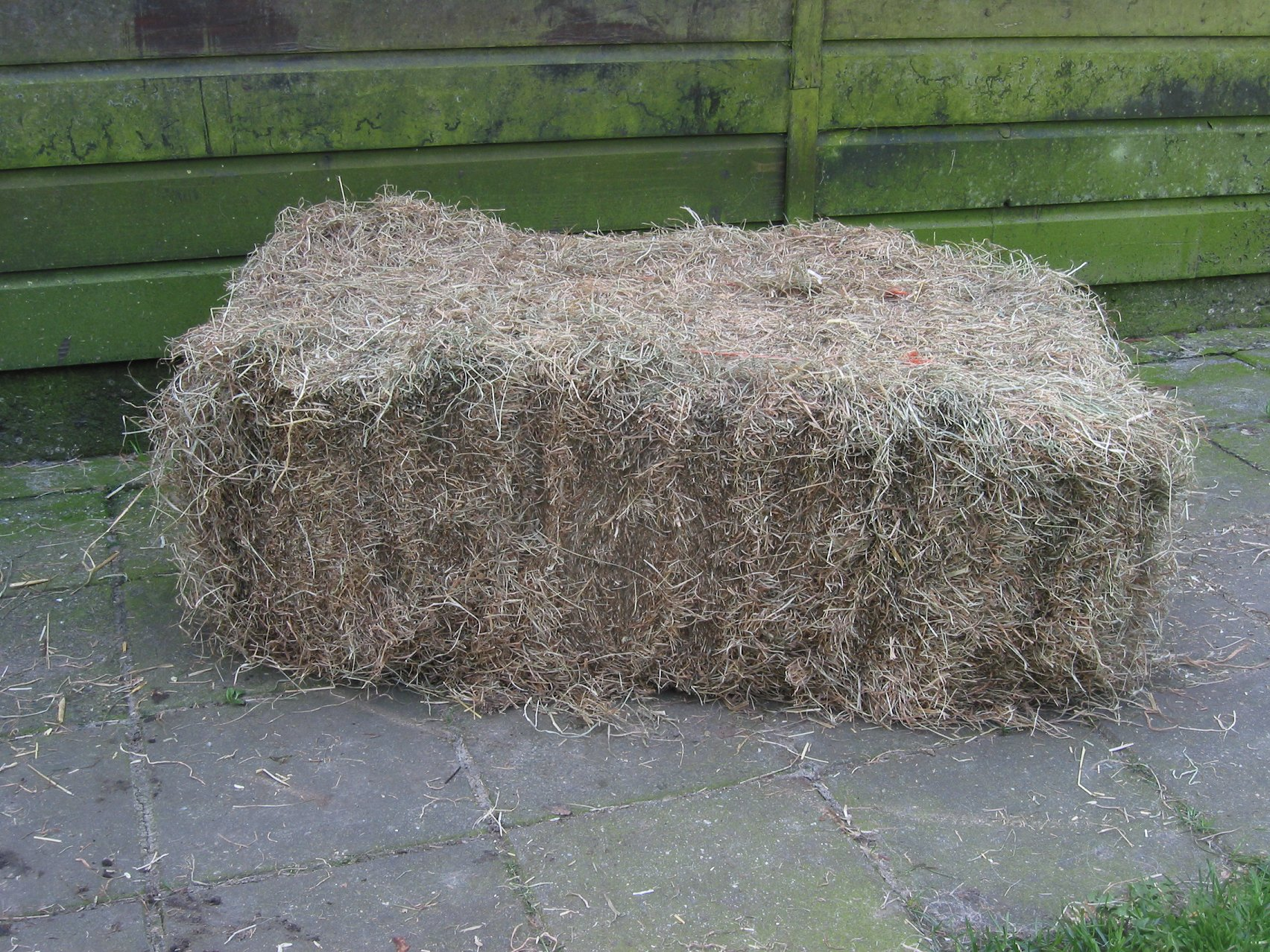
Botte de foin
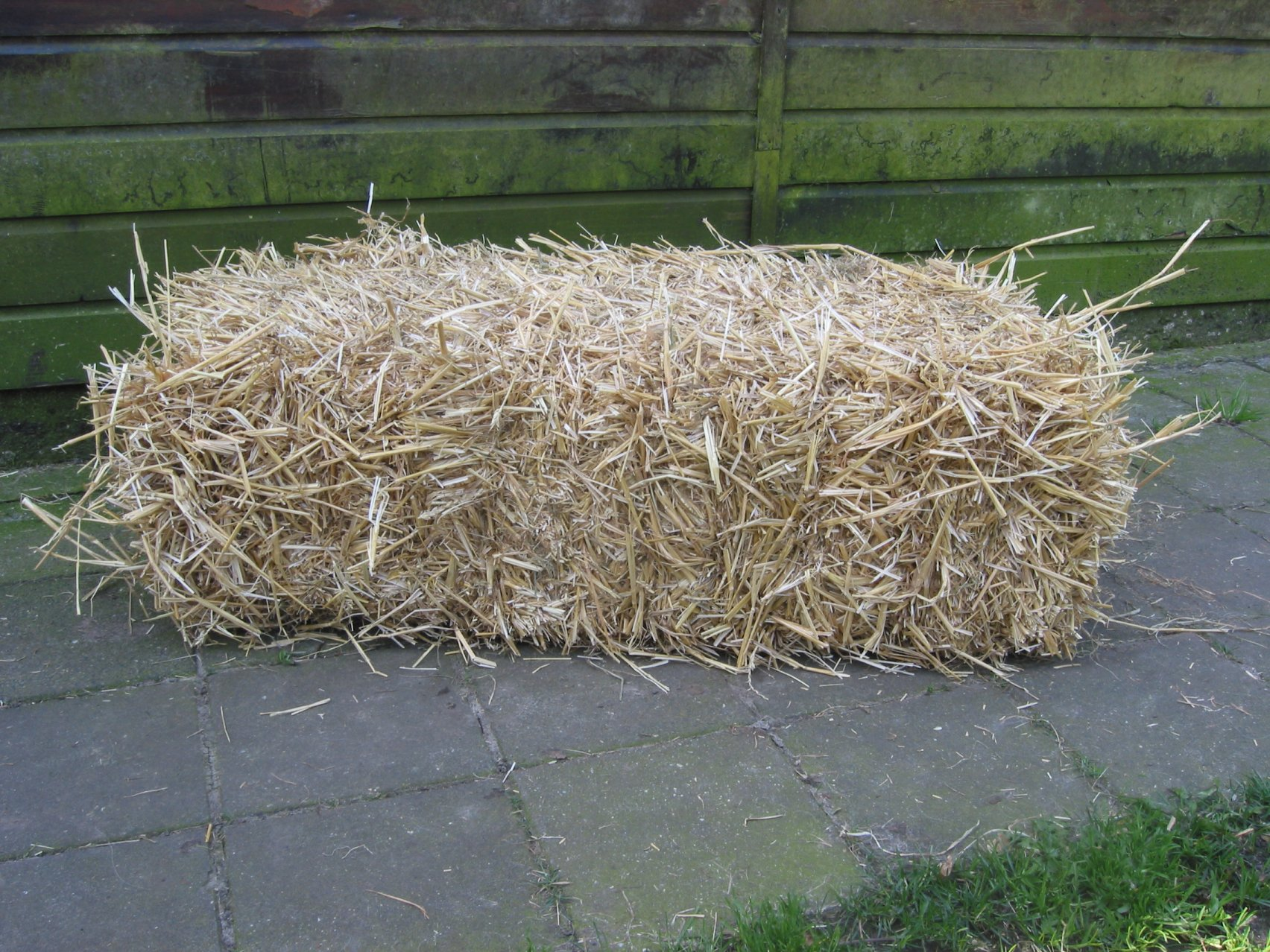
Botte de paille

## Utilisations agricoles
Les bottes sont très utilisées en agriculture :
- pour l'alimentation des animaux : bottes de foin, bottes de fanes, en sec ou enrubannées. Elles sont placées dans des rateliers adaptés, déroulées ou distribuées à la demande
- pour leur litière : bottes de paille… Selon leur taille et leur poids, leur transport et leur distribution peuvent être manuels ou mécaniques (dérouleuse, pailleuse-broyeuse, dérouleuse-pailleuse)
- pour la réalisation de paillis naturels en maraîchage, viticulture, arboriculture, en agriculture biodynamique. Par exemple des bottes de pailles ou de miscanthus peuvent être épandues sur les surfaces à amender, manuellement ou au moyen d'épandeurs spécialisés[10]. Pour les surfaces importantes, on préfère généralement l'utilisation de vrac.

## Matériau de construction

### Matériau de couverture
Le toit de chaume est un mode de couverture, constitué de paille de blé, de seigle ou de tiges de roseaux (ou sagne).
À Paris, on utilisait la paille de seigle non battue montée en botte, posée sur des lattis refendus. Les bottes de chaume passées dans les liteaux étaient accrochées avec des ronces passées à l'eau chaude.
Les couvertures végétales se retrouvent partout dans le monde.

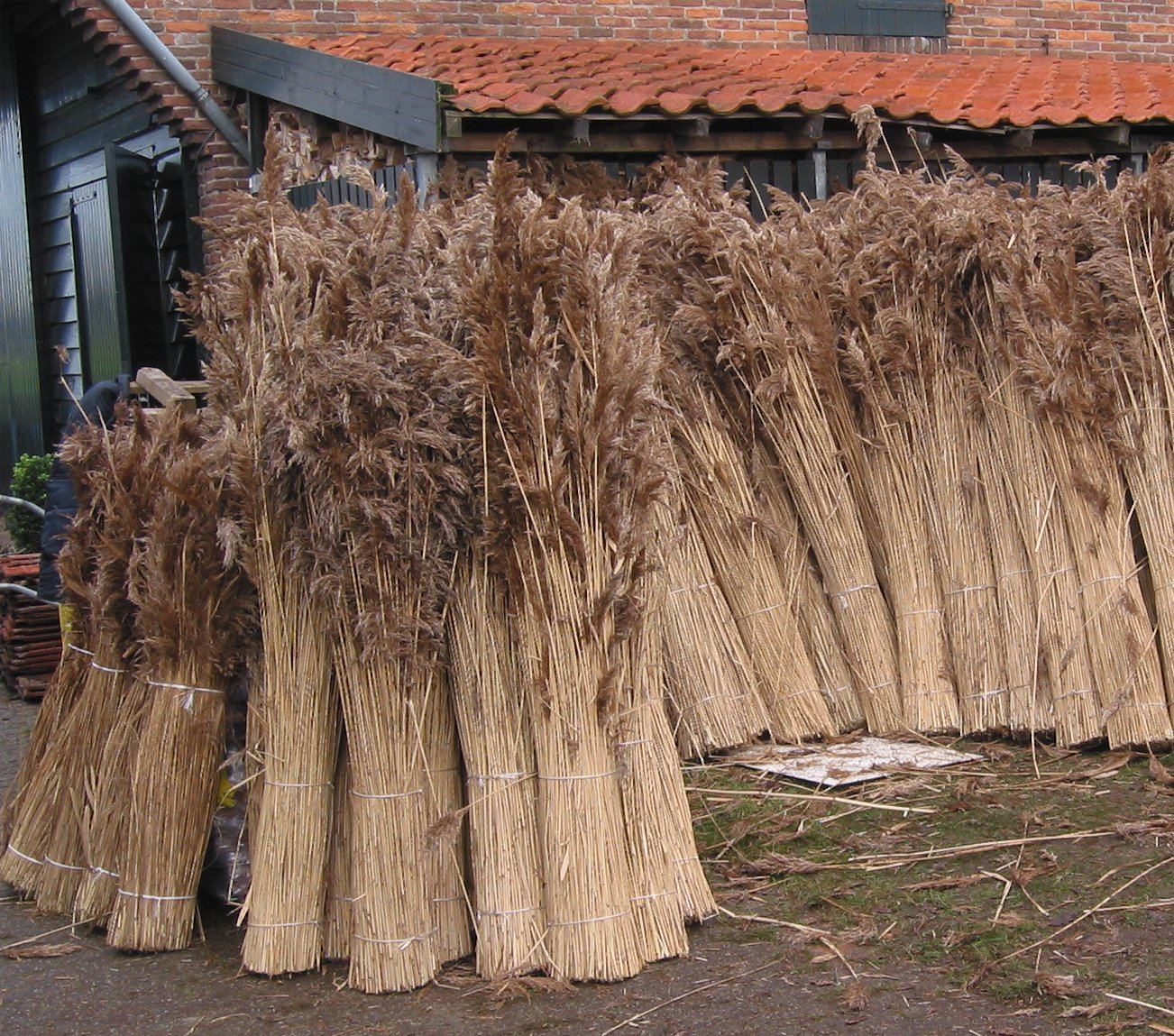
Bottes de roseau commun (sagne) (Pays-Bas)
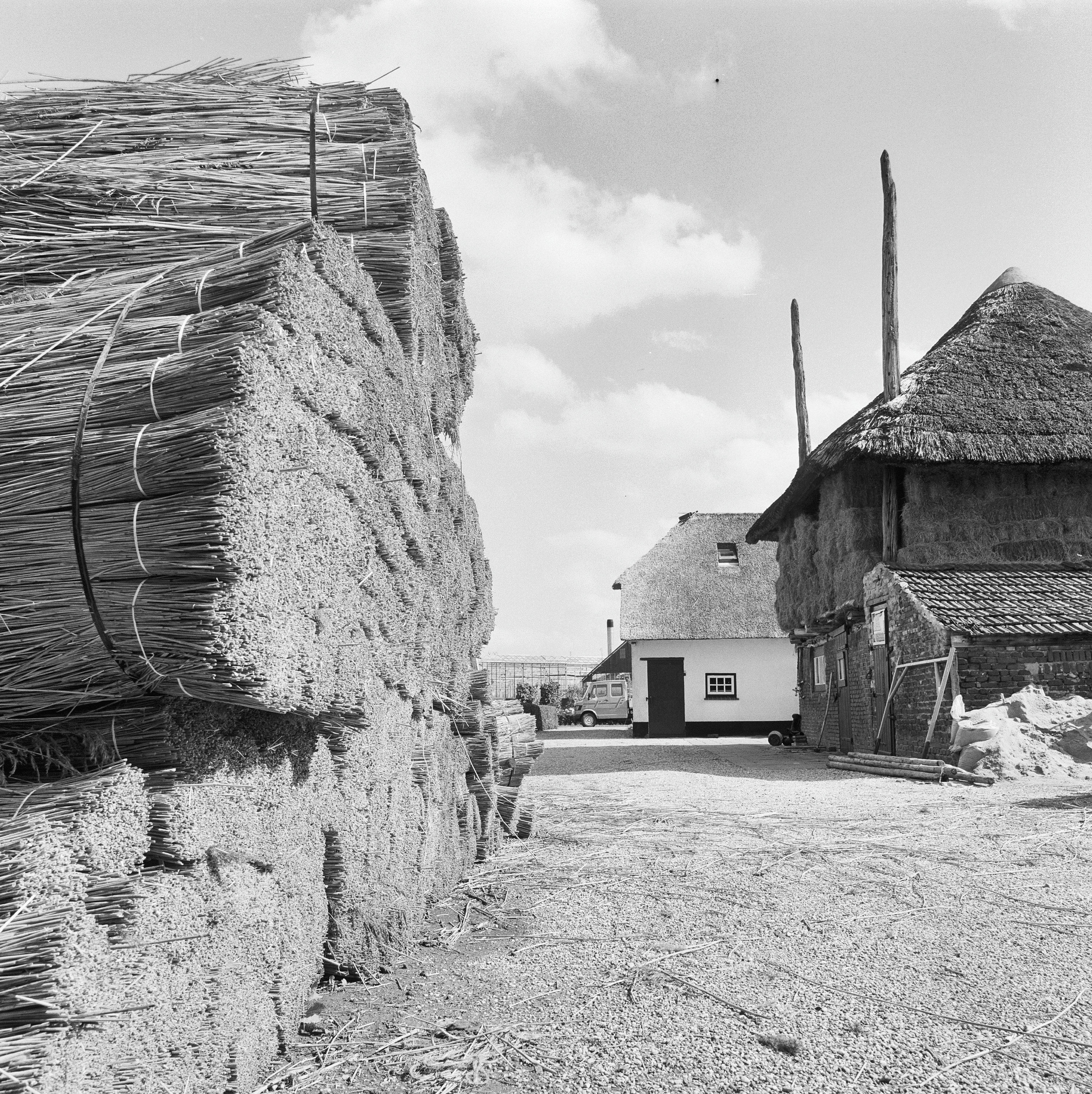
Stockage des bottes, roseau (Pays-Bas)
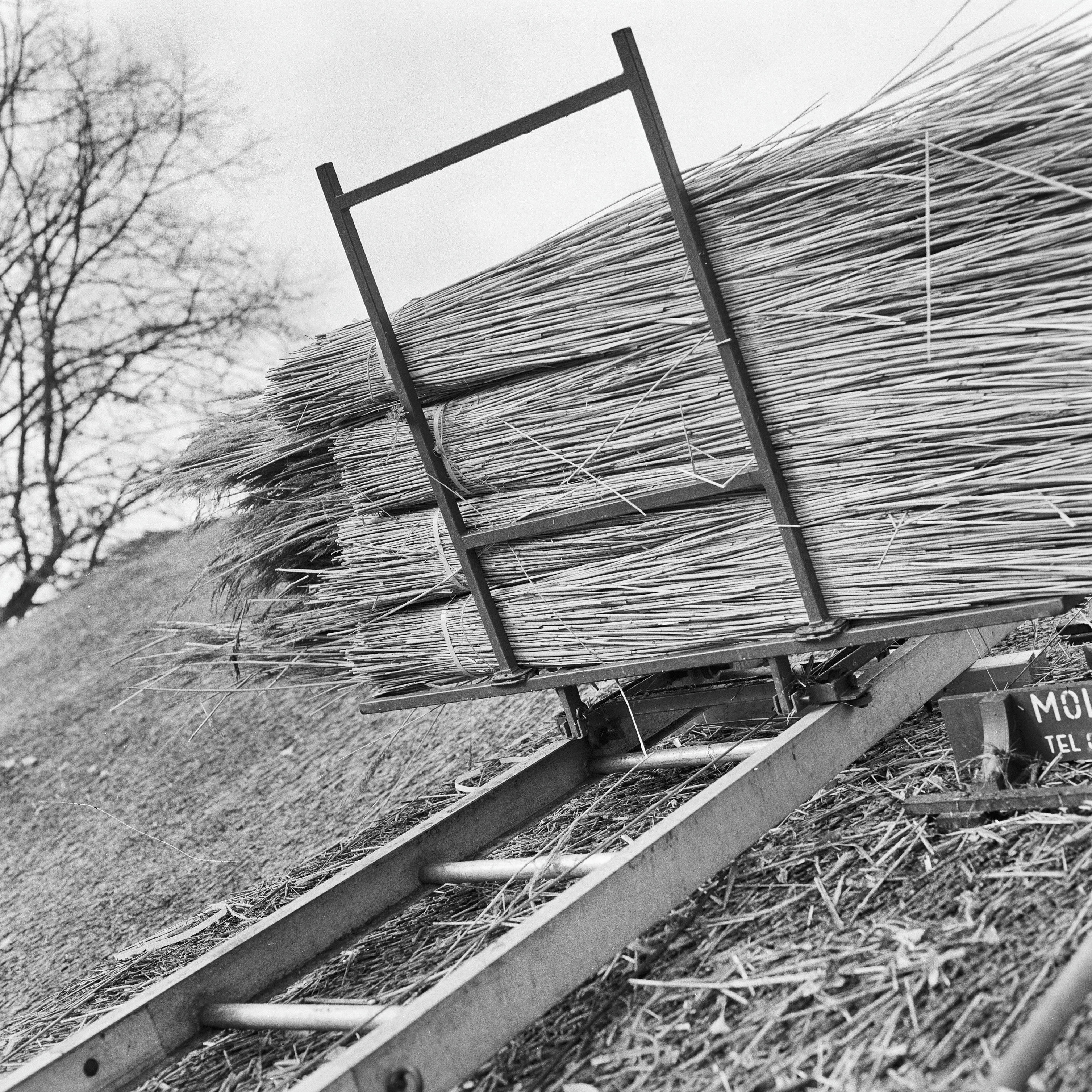
Montage des bottes, roseau (Pays-Bas)
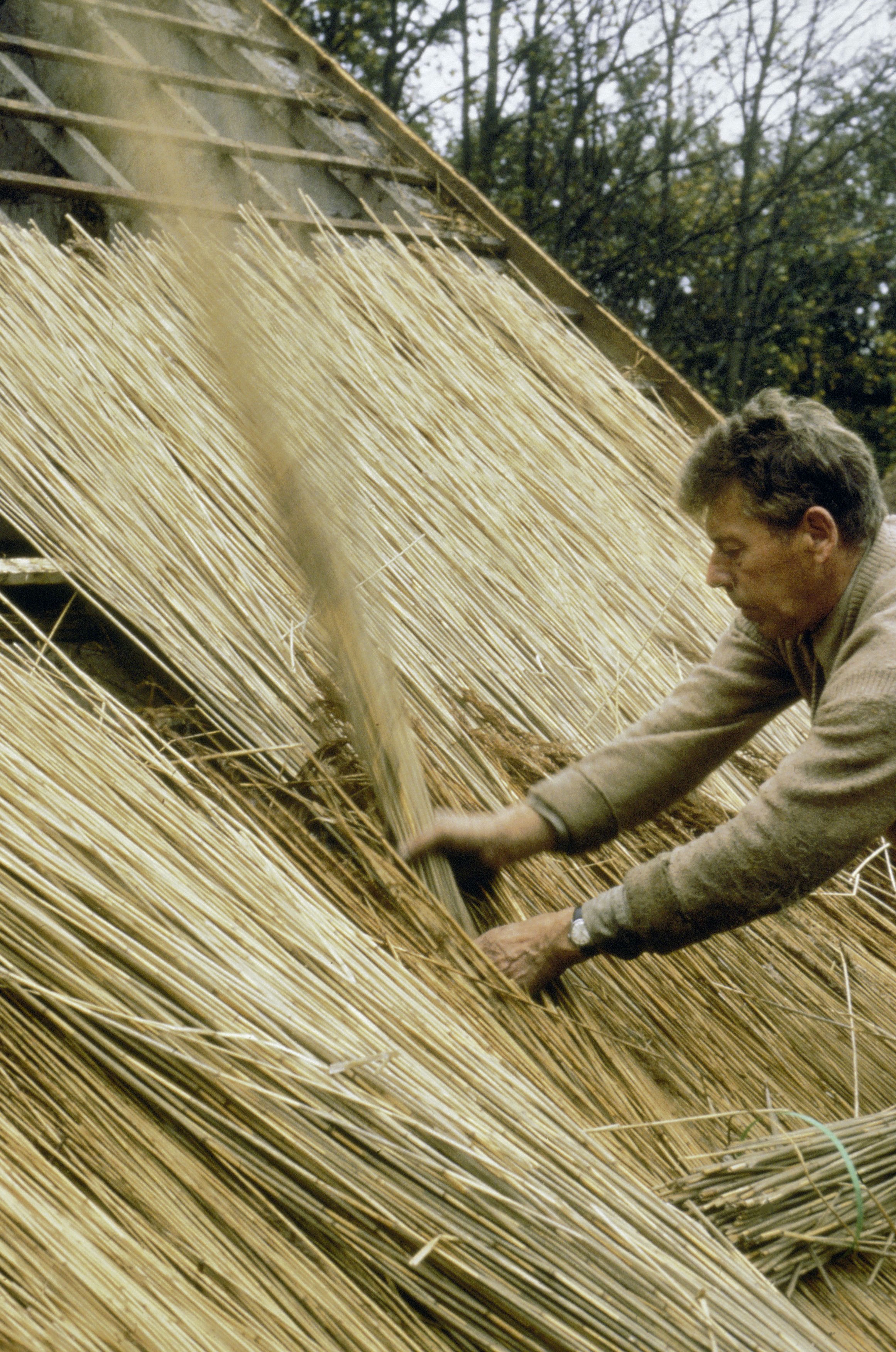
Couvreur au travail, roseau (Pays-Bas)
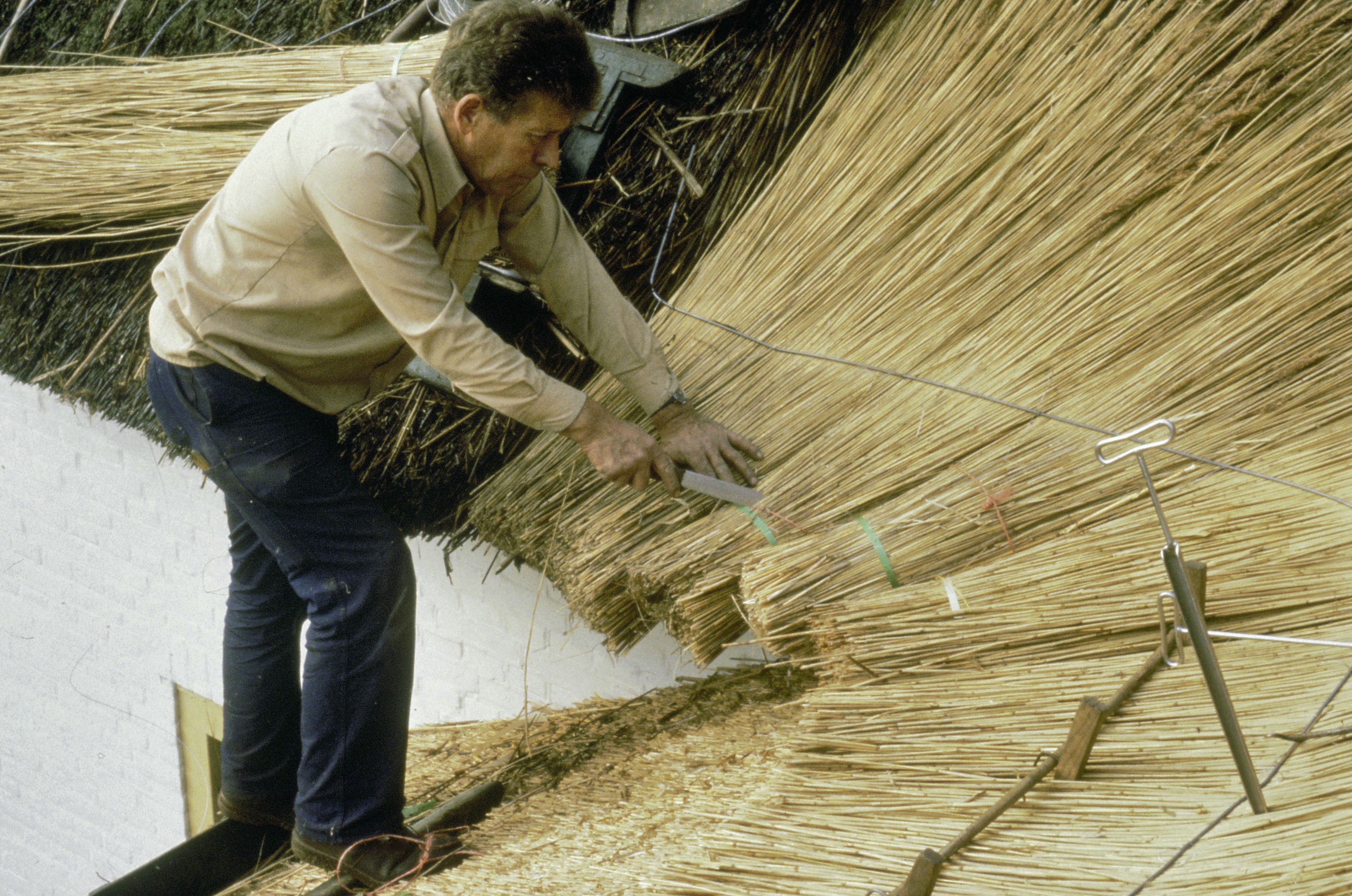
Couvreur au travail, roseau (Pays-Bas)
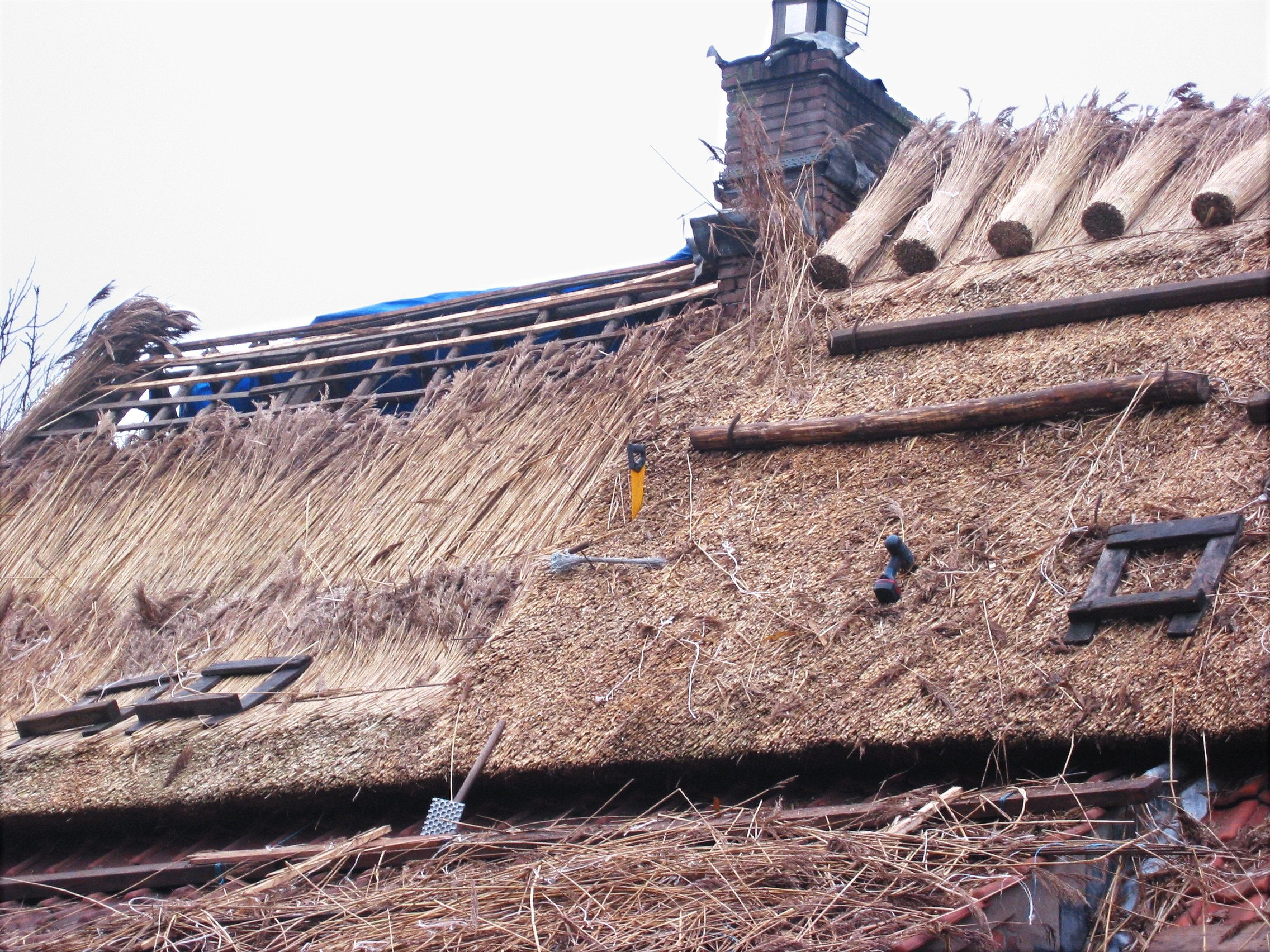
Couverture en chaume, différents états d'avancement roseau (Pays-Bas)

### Matériau de remplissage

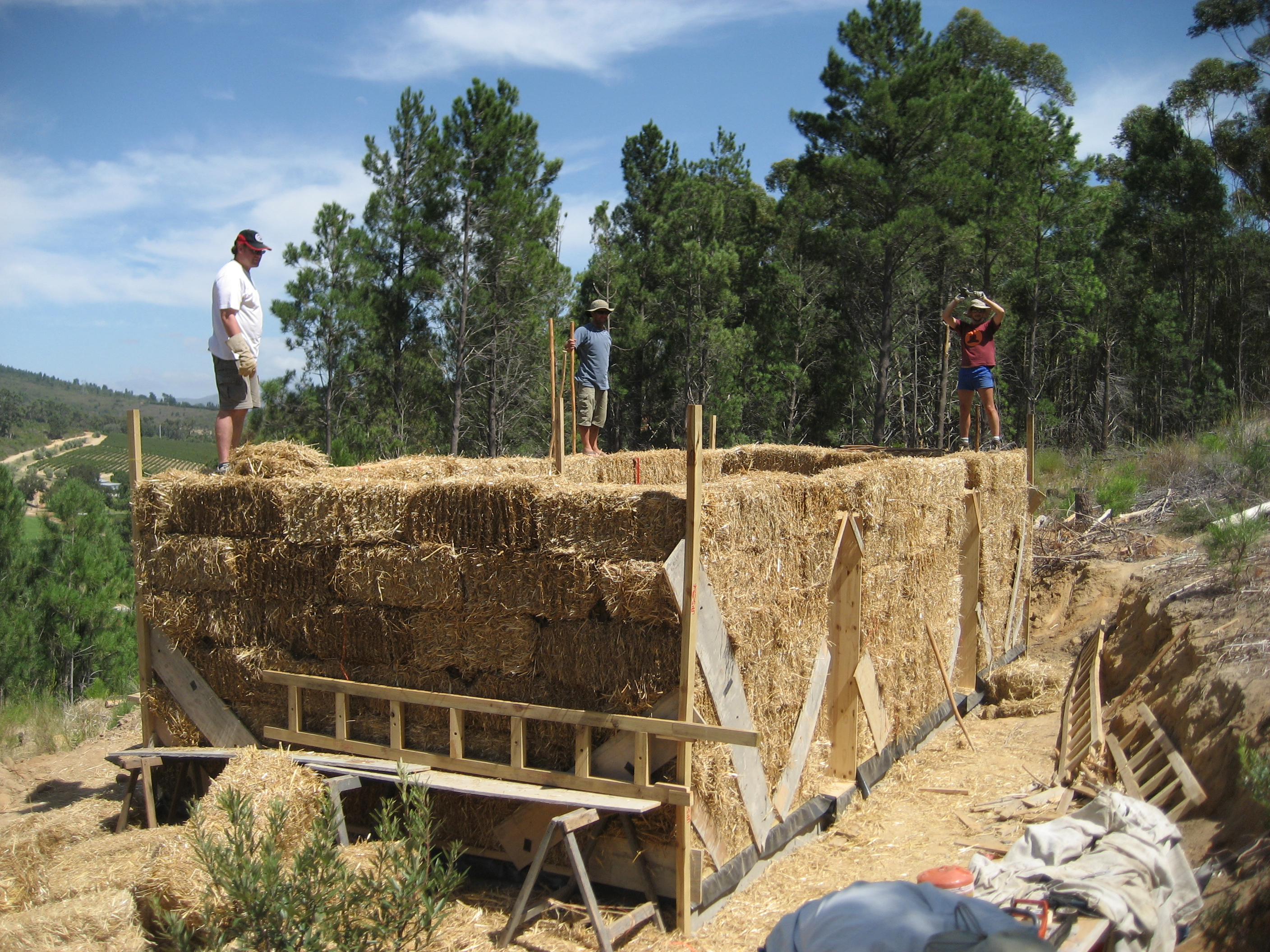
Édification d'une maison en botte de paille. France

Les bottes de paille parallélépipédiques sont utilisées comme matériau de remplissage, souvent associées à une structure bois.

## Dans l'art

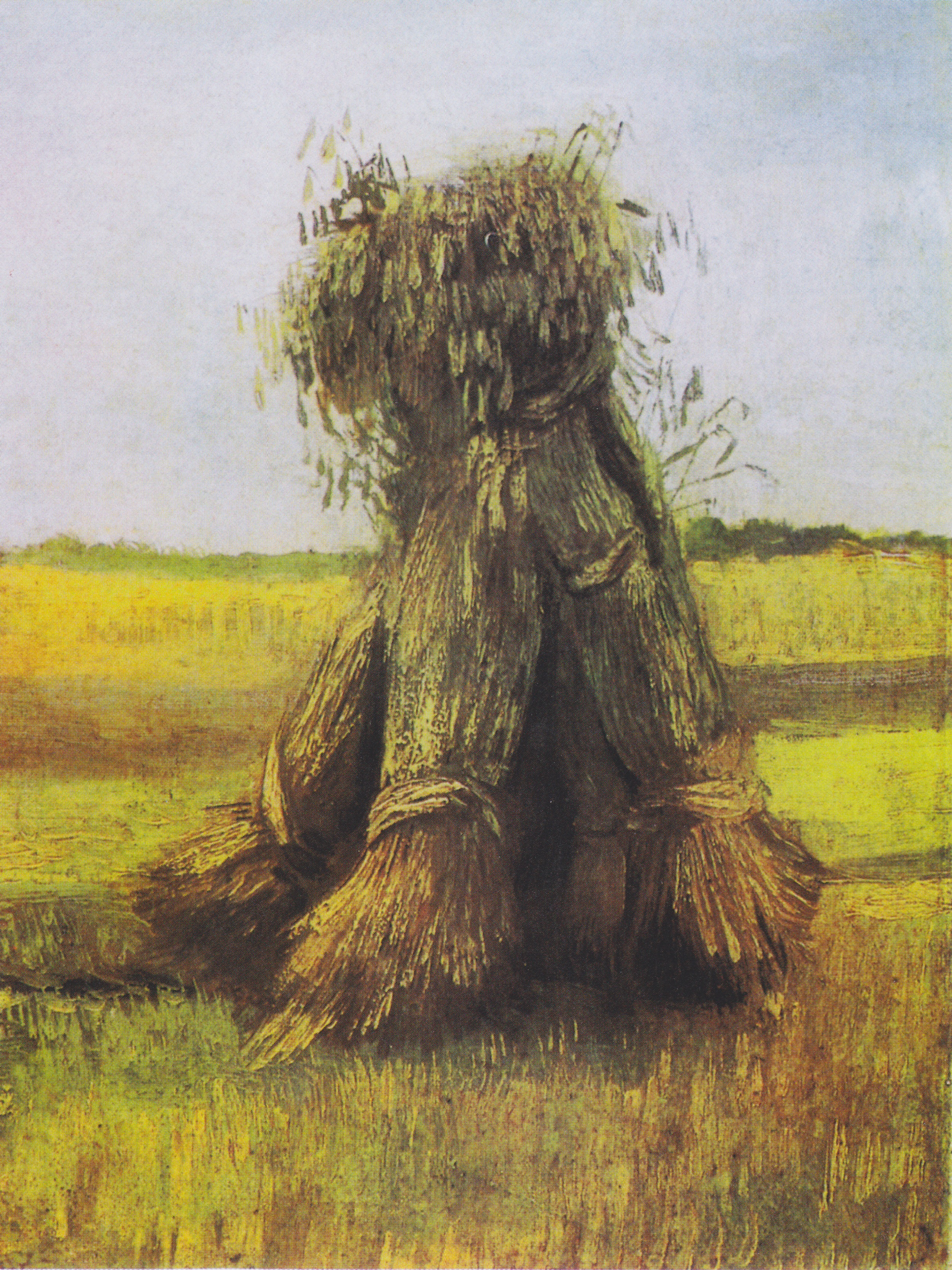
Vincent van Gogh Gerbes de blé, juillet-août 1885, Musée Kröller-Müller, Otterlo
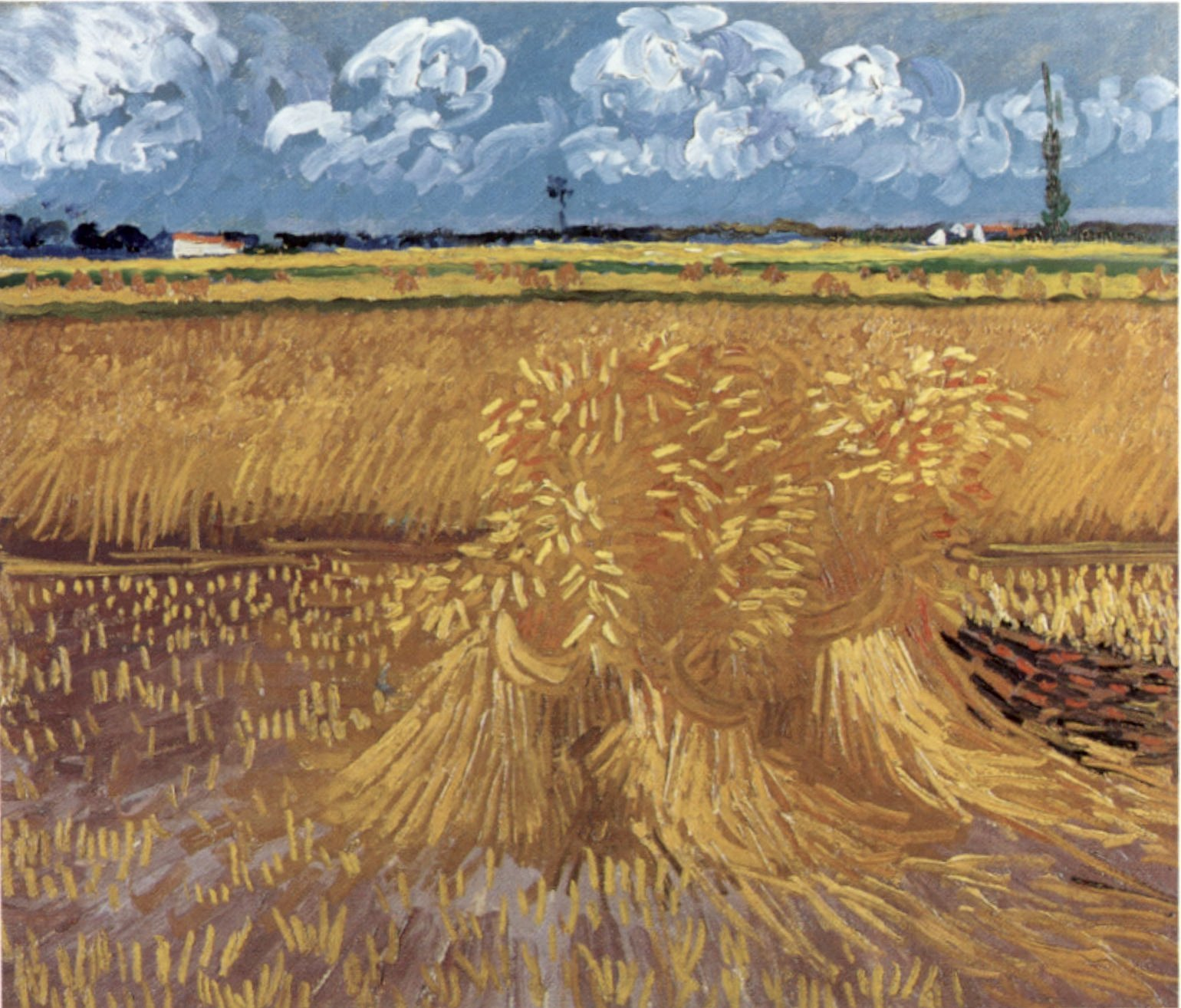
Vincent van Gogh, Champs de blé, juin 1888, huile sur canevas
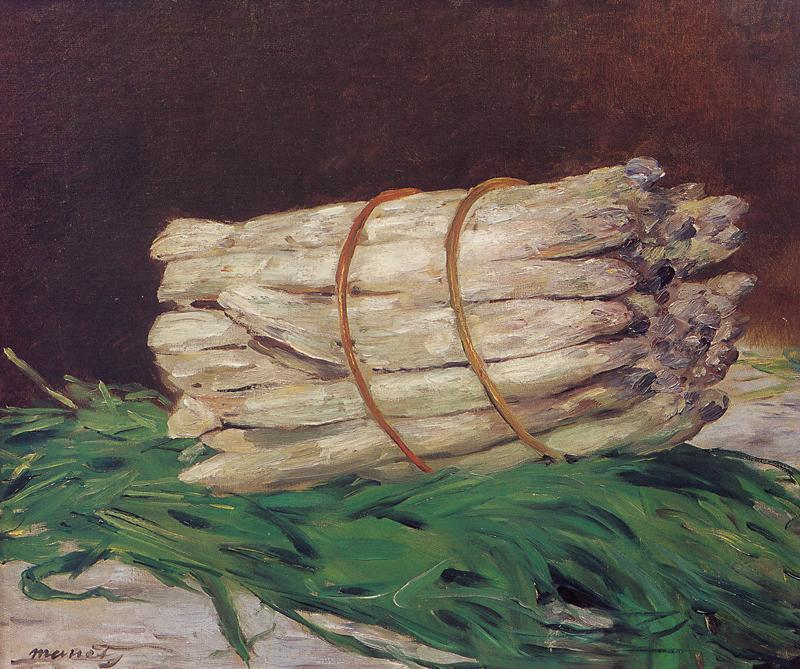
Botte d'asperges d'Édouard Manet (1880)
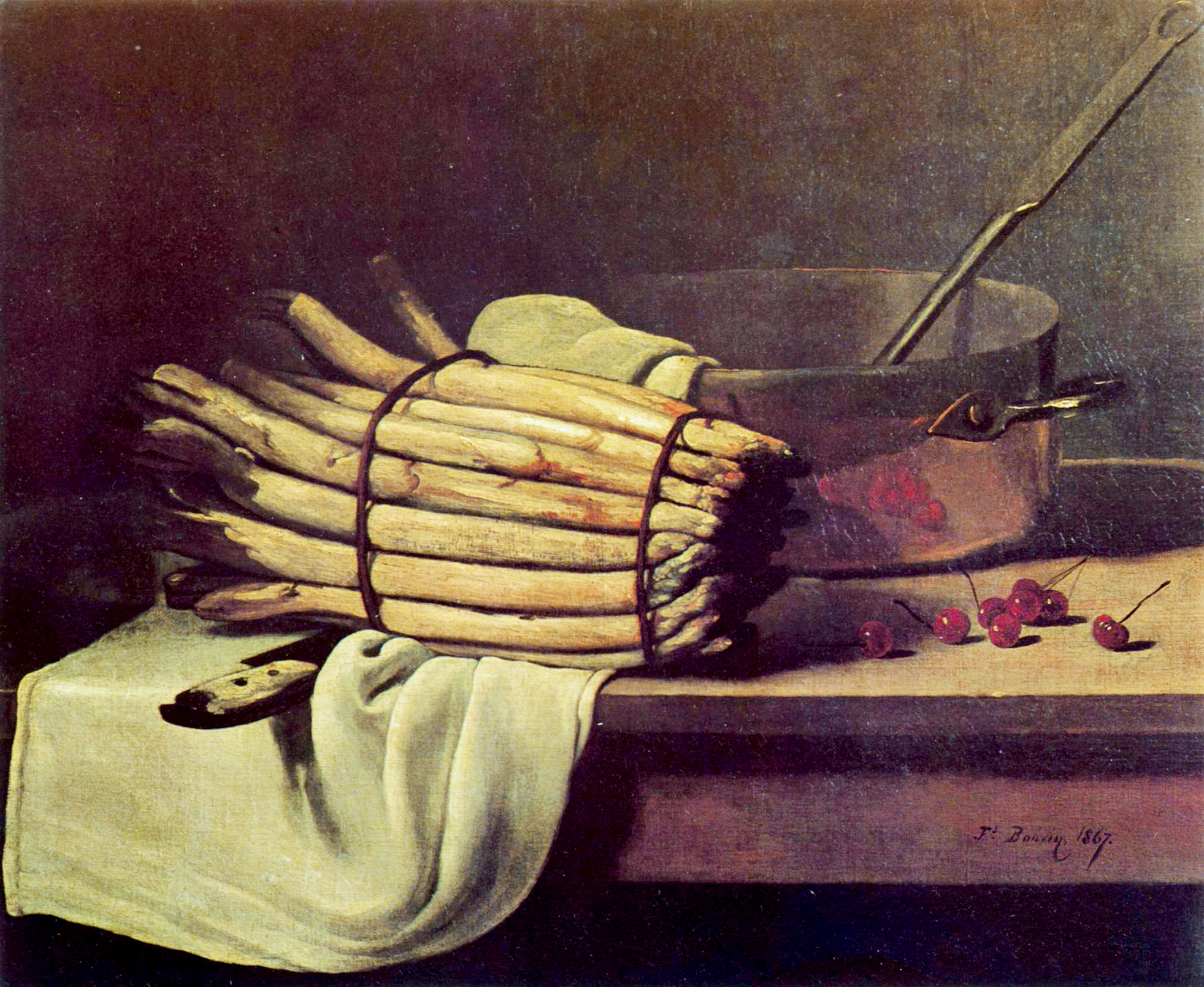
François Bonvin, Nature morte aux asperges (1867), musée Kröller-Müller, Otterlo.
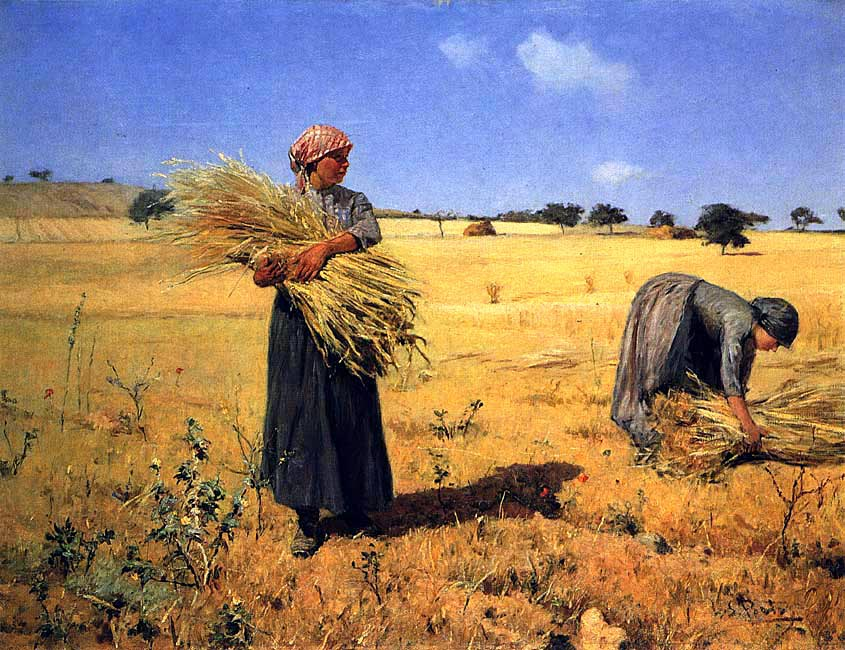
António Carvalho da Silva Porto, colheita-ceiferas (pt), Moisson-moissonneuses. Mise en gerbes
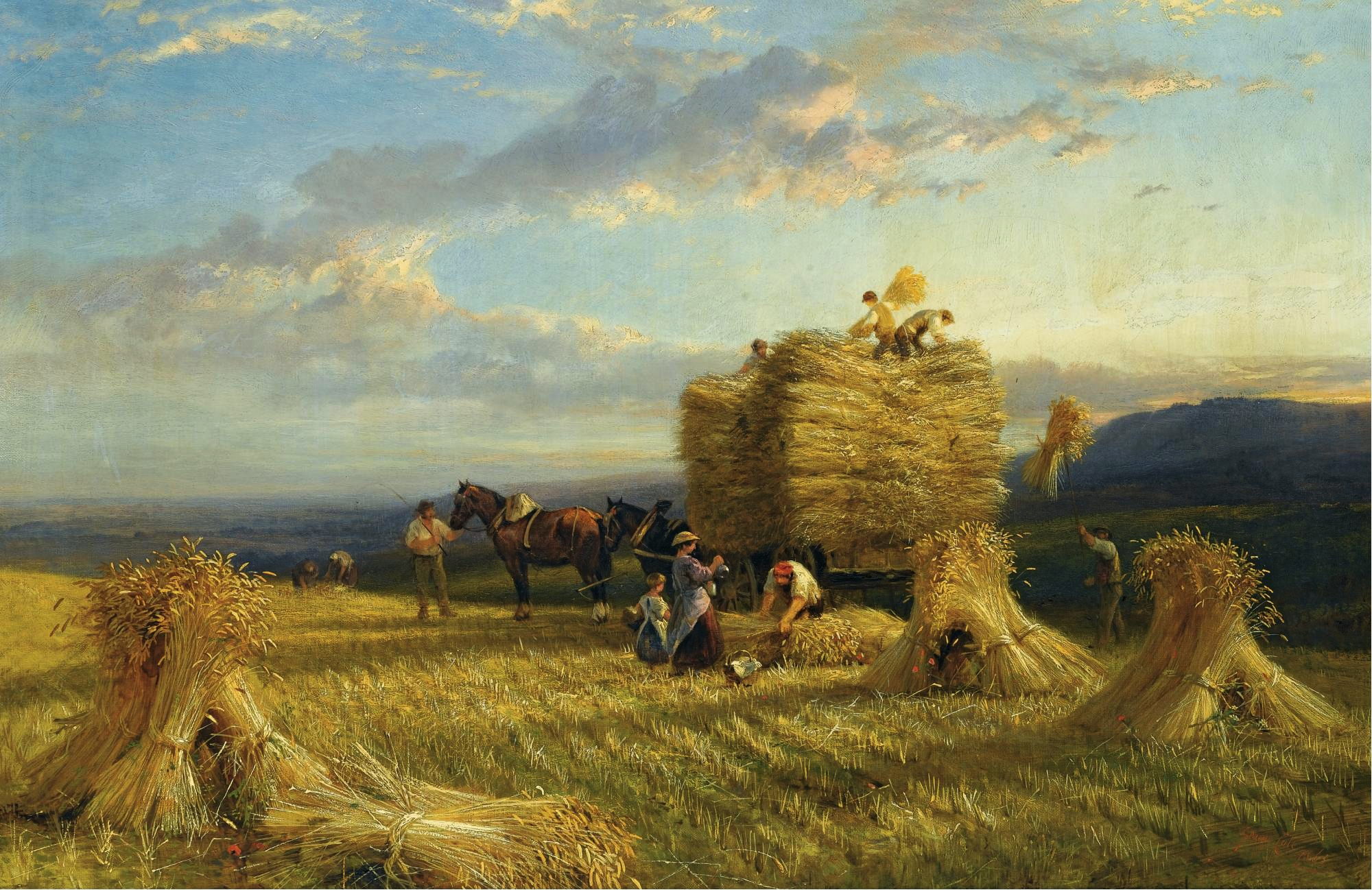
George Cole, The last load